# 阿南惟幾
阿南 惟幾（あなみ これちか、1887年〈明治20年〉2月21日 - 1945年〈昭和20年〉8月15日）は、日本の陸軍軍人。陸軍大将正三位勲一等功三級。1945年（昭和20年）4月に鈴木貫太郎内閣の陸軍大臣に就任。大東亜戦争（太平洋戦争）末期に降伏への賛否を巡り混乱する政府で本土決戦への戦争継続を主張したが、昭和天皇の聖断によるポツダム宣言受諾が決定され、同年8月15日に割腹自決。日本の内閣制度発足後、現職閣僚が自殺したのはこれが初めてであった。
侍従武官、陸軍省兵務局長、人事局長、第109師団長、陸軍次官、第11軍司令官、第2方面軍司令官、陸軍航空総監部兼航空本部長、陸軍大臣を歴任。その人柄・人格には定評があり、昭和天皇からは信頼され、陸軍大学校同期の石原莞爾も認めるほどであった。また、最後の陸軍大臣と紹介されることが多いが、歴代最後の陸軍大臣は下村定（幣原内閣）である。

## 経歴

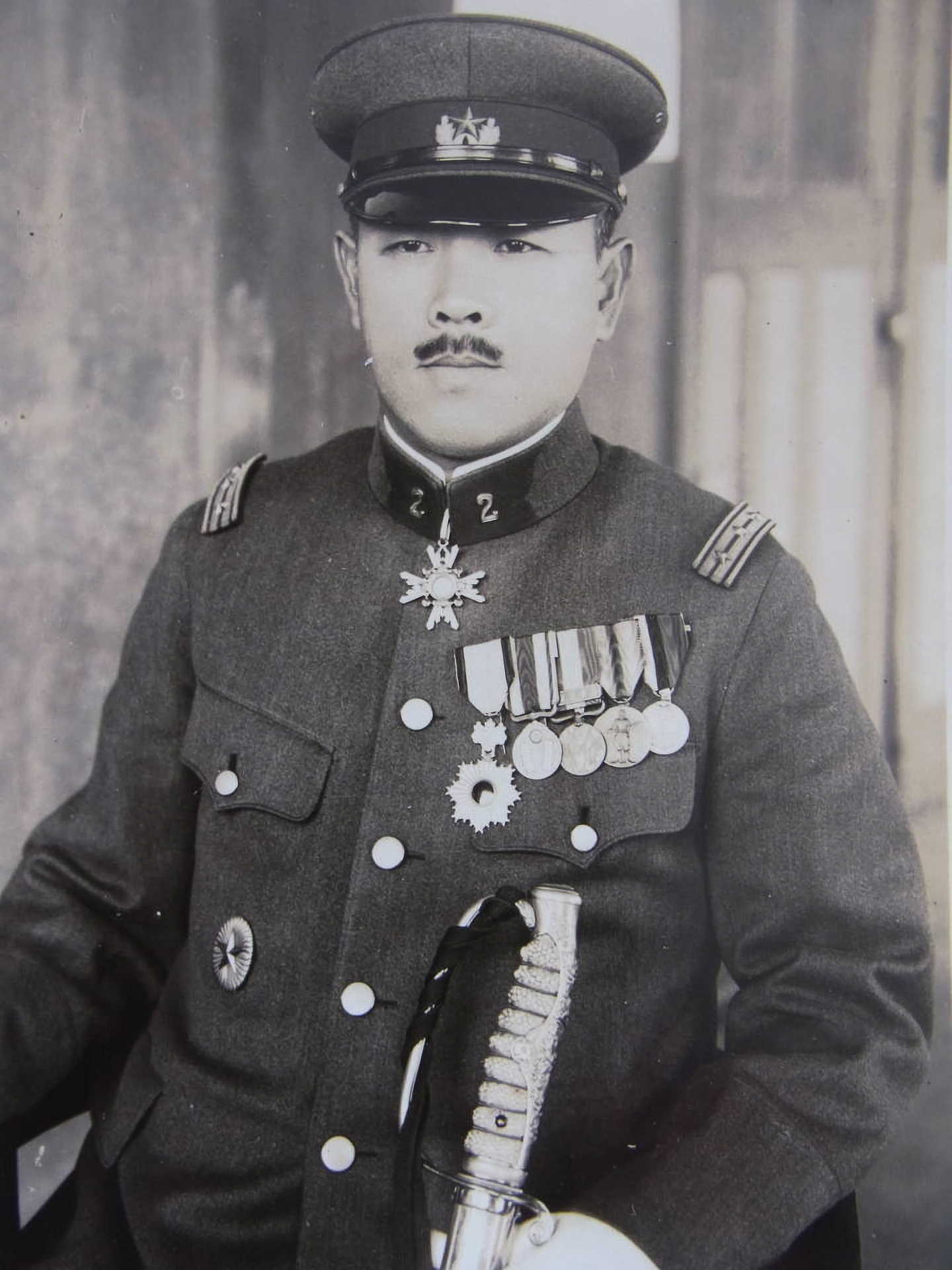
阿南惟幾（1934年）

### 誕生から軍人の道へ
大分県竹田市玉来出身であった父の阿南尚と母豊子の間の8人兄弟の末っ子として生まれた。父・尚は岡藩の勤王家で、警察巡査として西南戦争で抜刀隊として従軍後、内務官吏として転勤を繰り返したため、阿南も幼少時は東京府、大分県竹田市、徳島県徳島市などを転々としながら育った。本籍は竹田市に置かれている。父・尚は阿南に剣道、弓道、馬術など武術を小さい頃から教え込み、中でも剣道が好きであった阿南は小柄な体格ながらかなりの腕前になっていた。
父・尚が徳島県の参事官に就任したため、阿南は徳島中学校に入学した。当時、四国善通寺を本拠地とする第11師団の師団長乃木希典陸軍中将と尚は知り合いであり、ある日、乃木を来賓に招いての剣道大会が開催され、阿南が小柄な体格ながら、旺盛な気迫で上級生相手に敢闘しているのを見て、乃木は上機嫌で尚に対して「元気があっていい少年だ」と褒めている。そこで尚が、阿南が前から軍人志望で、陸軍幼年学校を受験したいと思っているが、小柄なので躊躇しているという話をすると、乃木は「幼年学校は規則正しい生活をさせるし、運動で鍛え上げるからすぐに身体は大きくなる。なるべく早く入学させる方がいい」と早期の受験をすすめている。阿南は乃木の話を父尚から聞くと、小柄なので軍人の道は難しいと心配していたのに、乃木という強い援軍を得て、この年の受験を決意した。乃木は日清戦争で歩兵第1旅団を率いて要衝旅順を攻略し武名をとどろかせていたことや、軍規や武士道を体現した生活態度と明治天皇からの厚い信頼で国民から敬愛されており、このときの乃木の姿が今後の阿南の軍人人生の範となった。
1900年（明治33年）9月阿南は広島陸軍地方幼年学校に入校。同期生にはのちに陸軍大将になる山下奉文、岡部直三郎、山脇正隆がおり、大阪陸軍地方幼年学校に入校した藤江恵輔も含めて、この年次は優秀と言われることになった。阿南は中央幼年学校を経て、陸軍士官学校（18期）に入校したが、同期で一番小柄だった体格も規則正しい生活と鍛練で大きくなっており、身長は当時としては長身の1m70cmに達していた。士官学校在学中に阿南は何度か乃木を訪ね、乃木のかつての武勇伝を熱心に聞いて、夫人の作る稗飯をご馳走になり、ますます乃木への憧れが強まっていった。このときの乃木は長年の休職を経て、留守近衛師団長となっており、1904年（明治37年）に開戦した日露戦争に従軍できないことを悔やんでいたが、のちに第3軍司令官として旅順攻囲戦を指揮し、さらに武名を高めて国民的な人気を博した。1906年（明治39年）1月14日に行われた乃木の凱旋行進を、阿南は一般国民に交じり街道に並んで見送っている。
1905年（明治38年）陸軍士官学校（18期）920名中を第24席の成績で卒業し、1906年（明治39年）に希望していた歩兵第1連隊に配属された。この頃父・尚は教科書疑獄事件に巻き込まれて参事官を休職になっており、阿南一家は東京に戻ってきていた。兄の惟一は頭脳明晰で東京帝大を卒業後は外務省に入省していたが、自由奔放な性格で、厳格な父・尚や阿南とは性格が合わなかった。惟一は放蕩な生活で借金を重ねて、性格が合わなくて毛嫌いしていた父・尚に支援を要請、尚は既に退官して恩給生活であったため、故郷大分の田畑を処分してどうにか惟一の債務を肩代わりした。阿南は兄惟一のせいで生活に困窮する両親のため、給料の全額を実家に仕送り続けた。
1912年（明治45年）阿南は陸軍大学校への進学を目指した。陸軍士官学校同期で親しかった山下奉文、甘粕重太郎、中島鉄蔵も一緒に受験したが、1度目は全員不合格であった。しかし、再度の受験で山下らが次々と合格していったのに、阿南は4度目の受験でようやく合格となった。阿南が3度も不合格となったのは、頭脳が劣っていたのではなく、受験時には上官が受験の配慮から、自由時間の多い陸軍中央幼年学校の生徒監のポストにつけてくれたが、阿南はそれに甘えることはなく、生徒たちの指導に手を抜くことなかったので、結局は勉強時間が足りなくなったことと、慎重な性格から、作戦考査で攻撃重視の日本軍の伝統から、作戦が慎重すぎると評価され点数が低かったためとされる。合格したときには、阿南から指導を受けた教え子たちは歓声をあげて喜び、阿南のために祝賀会まで開いている。 1918年（大正7年）に陸大（30期）を卒業し、卒業時の席次は60人中18番と中の上であったが、4度の受験でようやく合格したという話があまりに有名になったので、阿南は「成績の悪い男」というレッテルを貼られてしまうことになった。後年になって阿南自身も「私は学校の成績は悪かった」と自称するようになっている。
1916年（大正5年）、陸軍大学校在校中に阿南は竹下平作陸軍中将二女の綾子と結婚している。竹下は阿南の歩兵第1旅団時代の上官であり、幼年学校受験準備中の竹下の長男宣彦の家庭教師を引き受けるなど親しい間柄であり、綾子ともその頃からの顔なじみで、見合いする必要もなく縁談はまとまった。結婚したときの年齢は阿南が29歳、綾子が17歳であった。のちに次男の竹下正彦も陸軍軍人となって、義兄となった阿南と深く関わっていくこととなる。阿南は綾子を大事にして、演習などで出張すると旅先からよく手紙を送っている。中には、演習先で食べている野戦食の献立を図入で書いた手の込んだ手紙や、「演習の野に咲く萩を馬蹄にかけまいと」とわざわざ足下の花にまで気を使う阿南の優しさを書いた手紙もあった。綾子は、阿南と陸軍士官学校の同期山下の妻である永山元彦陸軍少将の長女・久子と幼馴染みで仲良く、阿南と山下は家族ぐるみで親交を深めていった。

### 侍従武官

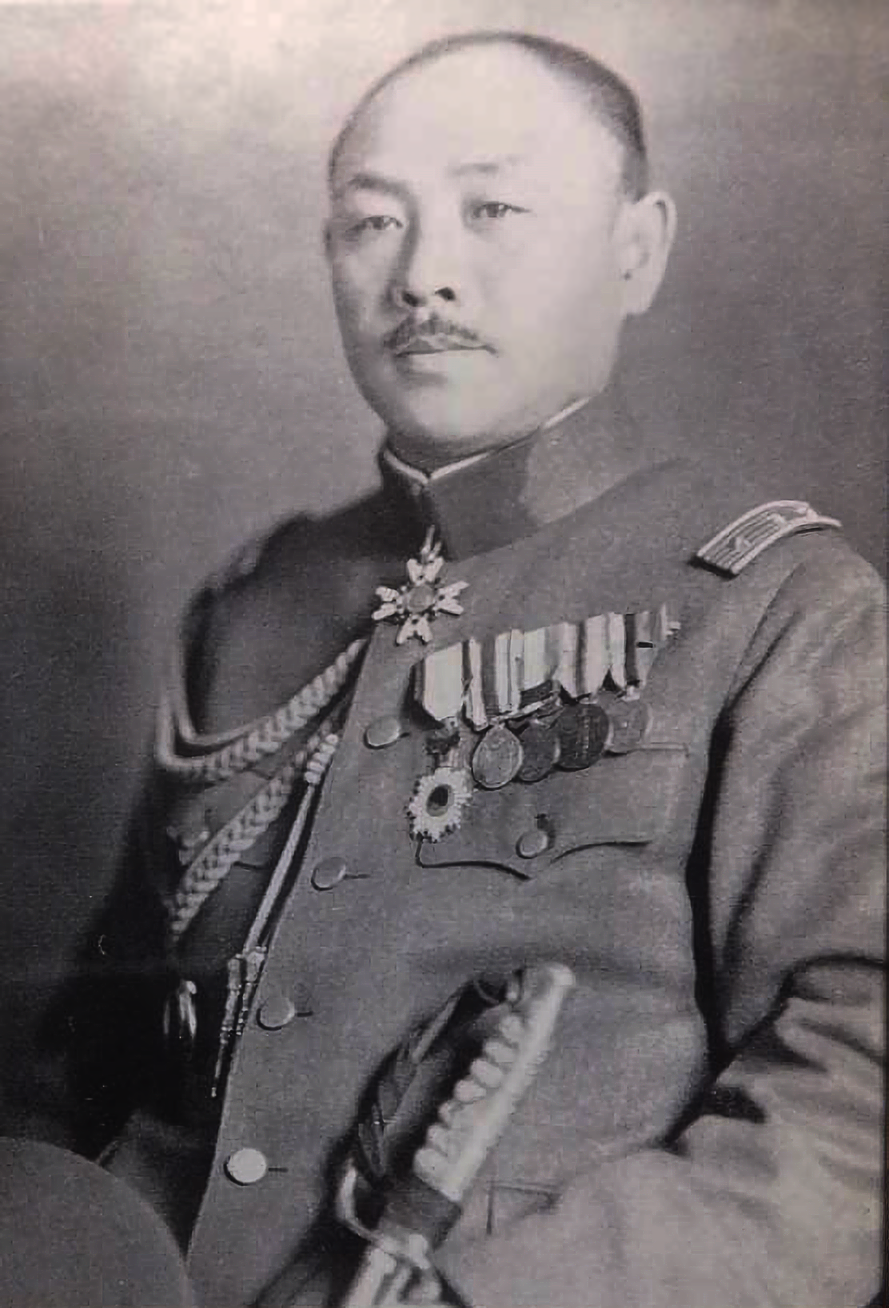
侍従武官時代の阿南陸軍歩兵大佐。銀色の侍従武官飾緒を佩用している。

1929年（昭和4年）8月1日に侍従武官に就任、当時の侍従長は鈴木貫太郎であった。阿南は鈴木の懐の深い人格に尊敬の念を抱き、その鈴木への気持ちは終生変わるところがなかった。侍従武官として昭和天皇とも親交を深め、馬術が得意であった阿南は、昭和天皇から直々に馬術の指導を要請されて、同じく馬術が得意な河井彌八侍従次長などと昭和天皇と一緒に乗馬をすることもあったが、その際に昭和天皇から「埃をかぶったのではないか？」などと気をつかわれることがあったり、昭和天皇が着用していた白いワイシャツを拝領したこともあった。阿南は「世界一おやさしい君主に我々は仕えておるのだ」と改めて昭和天皇に対する敬愛の念が深まって、陛下の為に身命を賭すという意識が強まっていった。昭和天皇の阿南への信頼も厚く、1930年（昭和5年）8月に阿南が大佐に昇進すると、尚も昭和天皇のそばにいる機会が多くなって、阿南が上奏に行くと、昭和天皇は椅子を準備させて長時間に渡って話し込んだり、阿南のことを親しげに「あなん」と呼ぶようになった。
1932年（昭和7年）1月8日、陸軍始観兵式の帰路、皇居・桜田門の外、麹町区桜田町警視庁庁舎前に昭和天皇の車列が差し掛かったとき、馬車に対して奉拝者の線から沿道に飛び出した李奉昌が手榴弾を投げつけた。このとき、阿南もこの車列のなかの陸軍武官用の自動車に乗って同行しており、爆発音に慌てて車列3両目の昭和天皇の馬車に駆け付けたが、昭和天皇は無事で胸をなでおろしている。李は2両目の一木喜徳郎宮内大臣の馬車を昭和天皇のものと誤認して手榴弾を投擲したが、手榴弾は左後輪付近に落ちて炸裂し、馬車の底部に親指大の2、3の穴を開け、破片で、騎乗随伴していた近衛騎兵1人が軽傷を負っただけであった（桜田門事件）。
1933年（昭和8年）8月近衛歩兵第2連隊長に就任、五・一五事件の直後であったため、阿南は青年将校の精神教育に特に注力した。青年たちの考えを知ろうと、膝をつき合わせて語り合い、自宅に招いては手料理をご馳走した。阿南は若者と語り合うのが好きであったが、自分から説教じみた話しをするのではなく、若者の話をよく聞いて談笑した。五・一五事件については軍内でも「美挙」など前向きに評価する向きもあり、公判中に減刑嘆願書が全国から殺到するなど、決起した青年将校たちに同情的な世情であったが、阿南は「軍人勅諭」の「（軍人ハ）政治ニ拘ラス」と信条としており、五・一五事件には批判的であった。
1934年（昭和9年）8月に東京陸軍幼年学校長となった。当時、陸軍幼年学校長は閑職扱いされており、阿南のような陸大卒の大佐が行くようなポストとは見られていなかった。これで阿南の出世はこれまでと見る者が多かったが、阿南の生徒監時代の熱血指導ぶりを知る元教え子たちや、阿南の部下思いの性格を知っている知人、友人らは「陸軍最高の人事だ」と褒め称えており、阿南自身も非常に大切な役目であると張り切っていた。阿南は折に触れて生徒たちに訓話を聞かせた。その内容は「その日のことはその日に処理せよ」「自分の顔に責任を持て」「難しい問題から先に手を付けろ」などと平凡なものであったが、阿南の熱意もあって生徒の心に長く残るものとなった。生徒を引率して陸軍の演習を見学に行ったときは、昭和天皇の計らいで生徒は天皇の御座所のすぐ近くで見学することができた。昭和天皇は久々に拝謁した阿南に「元気そうだね。阿南なら立派な将校を育ててくれるものと信じているよ」と親しく話しかけて、生徒は恩賜の菓子を頂戴している。
1936年（昭和11年）2月26日に二・二六事件が発生し、鈴木侍従長も襲撃され重傷を負った。軍や世間は五・一五事件のときと同様に叛乱軍将校たちに同情的であったので、その世情が生徒らに蔓延することを危惧した阿南は、生徒たちに軍規の尊厳性と軍人の天皇に対する絶対的服従を教え込むため、敢て自ら普段の温厚な人柄からは想像できないような厳しい口調で幼年学校生徒へ訓話している。「これは軍にとって、非常に悪いことだ」という言葉から始まり、怒りで顔を紅潮させた阿南は「農民の救済を唱え、政治の改革を叫ばんとする者は、まず軍服を脱ぎ、しかる後に行え」と叛乱将校を厳しく批判し、自らの信条である「（軍人ハ）政治ニ拘ラス」を説いている。そして「叛乱軍将校は軍人として、許されない誤りを犯したが、彼らにもただひとつ救われる道がある。己の非を悟り切腹して陛下に詫びることだ」とも言い放った。この訓示を聞いていた生徒たちは、阿南が陛下のお心を悩ませた将校たちに対して憤慨していると思い、阿南の天皇に対する敬慕の情を痛感させられたという。

### 陸軍省
二・二六事件後に皇道派と統制派などの陸軍内の派閥解消がはかられ、とくに皇道派については粛軍人事によって多くが予備役行きとなった。阿南は陸軍内の派閥に属しておらず政治的に無色であったことから、8月に軍紀・風紀の監督部署として軍務局から分離・独立した兵務局長に就任した。これは、主導権を握った統制派が、皇道派弾圧のために阿南を看板に利用したという意味合いもあったが、阿南の高潔な人柄と政治的な無色さは全軍に知れ渡っており誰にも文句のつけようのない人事であった。兵務局長時代には「科学的防諜機関」の設置を発案し、これが後に後方勤務要員養成所（陸軍中野学校）として結実。この後、阿南は陸軍中枢の要職で戦争遂行や敗戦に深く関わっていくこととなっていった。
翌1937年（昭和12年）には陸軍省人事局長に任ぜられた。人望や職務への精勤ぶりへの評価が徐々に高まり、「同期に阿南あり」と言われるようになった。陸大の同期生で、上官や上層部に対する歯に衣着せぬ発言で知られる石原莞爾も阿南には生涯にわたって好意を抱き続けた。石原は自分にない阿南の円満な人格を高く評価し、滅多に人の意見を肯定しない石原が阿南の意見だけは「阿南さんがそういうならよかろう」と肯定して周囲を驚かせたこともあった。阿南が人事局長時代に力を入れたことのひとつが将校の不足解消であった。不況による軍事費削減で日本陸軍は現役将校不足に悩まされており、阿南は陸軍次官の梅津美治郎中将が呆れるほどに、各方面に将校不足を説いて回り、ついには800名増員を実現している。
1938年（昭和13年）3月1日 陸軍中将に昇進、7月に板垣征四郎陸軍大臣から、陸軍参謀本部が発議した皇族軍人の秩父宮雍仁親王を参謀総長に就任させる案の検討を命じられた。これは英邁と名高かった秩父宮を、老齢の現参謀総長閑院宮載仁親王と交代させたいという意向の人事であったが、いくら英邁とは言え秩父宮はまだ陸軍大学を卒業して7年しか経っておらず、大佐にすら昇進していなかった。軍規に厳格な阿南はこのような特例人事には批判的で「参謀総長は陸軍大将、中将であることを要し、いかに皇族だからといって階級は級を追って進むべきである」と拒否し、部下の人事局補任課長額田坦中佐に、そのような特例人事が不可能である旨の意見書の作成を命じて、板垣に提出している。参謀本部は1度では諦めず、3週間後にもう1度同じ発議があったが、阿南は前回と同様な手順でこれを拒否している。このことで阿南は板垣や参謀本部から煙たがられることとなった。
阿南が軍規に厳格であったことを示すエピソードとして、ある日部下と「忠臣蔵」の話になったとき阿南は「忠臣蔵の大石内蔵助は忠臣の鑑とたたえられているが、私は同意できない。大石は法を犯している時点で褒められるべきではなく『道は法を越えず』でならなければならぬ」と部下に諭して聞かせたことがあった。

### 第109師団長
11月9日第109師団長に親補。この人事については、第109師団の前任の師団長山岡重厚予備中将が体調不良で交代を要することとなり、阿南は何人かの候補を挙げたが、いずれも板垣から承認されず、ついに阿南が自分で立候補すると、板垣は即承認したということで、思うようにならない阿南を煙たがり、参謀本部が阿南の更迭を板垣に要請し、板垣が応じた結果であった。板垣らの目的はあくまでも阿南の人事局長更迭であり、阿南はこれまでの人事局長と同様に、自らの“お手盛り人事”によって、精強の常設師団に転出することも可能であったが、常設師団の第5師団の師団長には後輩の今村均中将を推し、自分は特設師団の第109師団を選んだことになったので、いかにも阿南らしい人事と評判となった。
人事局を追われるかのような更迭劇であり、人事局員も板垣らに遠慮し、見送りは額田ただ1人という寂しい門出となったが、昭和天皇が、出征の門出として阿南を宮中に招き2人きりで陪食している。これは前例がなかったことで、昭和天皇が阿南を信頼していたという証拠であった。2人は女官が運んできた松花堂弁当を食べ、食事が終わった後も時間が許す限り話し込んだ。天皇と2人きりの陪食が周囲に知れれば反響が大きすぎるとして、この件は現侍従長の百武三郎大将ほか、ごく一部以外には内密にされた。阿南は感激して句を作り、この御恩に報いるため、天皇のためなら死んでも構わないと固く決意した。この時詠んだ句が、のちに阿南の辞世の句となった。
阿南は51歳にして初めて実戦の場に立つことになったが、今まで培ってきた知識による巧みな作戦指揮で、兵力が勝る山西軍や八路軍を相手に大戦果を挙げ続けた。1939年（昭和14年）3月に開始されたN号作戦では、30,000名の兵力を擁する山西軍と八路軍を撃破して、山西軍の重要拠点静落県城を攻略している。また4月に開始された3号第2期作戦でも山西軍主力に大打撃を与えている。
1939年（昭和14年）6月には、山西軍主力殲滅作戦を開始、わずか5個大隊の兵力で、山西軍4個師団を包囲してこれをほぼ殲滅してしまった。この時の殲滅戦は、兵力不足のなかで兵力が勝る敵軍を包囲殲滅した理想的な作戦例として、その後に参謀本部が作成し、教材として使用される殲滅戦例資料にも取り上げられた。その後も第109師団は順調に進撃し、阿南の大胆な作戦指揮によって要衝山西省路安城も攻略した。作戦中、阿南は激戦地では第一線に立って作戦を指揮し、第109師団は約10倍の203,000名の中国軍と交戦、うち18,400名を戦死させて、2,002名の捕虜を得たが、捕虜のなかには山西軍の師団長も含まれていた。一方で第109師団の戦死者は231名、戦傷者は537名であった。捕虜に対する処置は、阿南の「祖国のため互いに敵味方となって戦ったが、個人としては何の怨恨があるわけではない。今後十分な保護を与えるよう」という指示によって寛大に扱われて、食料、甘味品、タバコなど贈り、戦死した部下の慰霊祭を施行するときは、敵軍戦死者の供養塔も立てることも忘れなかったという。阿南の指揮官としての信条は「徳義ハ戦力ナリ」であり、捕虜の対応についてもその信条に基づくものであった。

### 陸軍次官就任・東條英機との確執
1939年（昭和14年）10月に陸士同期の山脇正隆から譲られる形で陸軍次官就任、阿南の陸軍省への帰還を知った将校や職員は一様に歓喜したという。阿南が陸軍次官に着任する直前の9月にノモンハン事件が停戦となっていたが、阿南はノモンハン事件が日本軍の敗北であったことを初めて知って愕然としている。既に現場では、第6軍司令官荻洲立兵中将や、第23師団長小松原道太郎中将により、無断撤退した長谷部理叡大佐や井置栄一中佐に対する私刑に等しい自決強要がなされるなど統率がとれておらず、その後始末を委ねられる形となった。陸軍省と参謀本部は、前任の東條英機中将と参謀次長多田駿中将の対立もあって関係が悪化していたが、阿南は同時期に多田に代わって次長に就任した幼年学校以来の同期で親しかった沢田茂中将と「人の和を最優先事項としよう。陸軍省と参謀本部は一体となって難局にあたろう」と申し合わせし、綿密な協力体制を構築して、てきぱきと事後処理していった。人事処分については独断専行して事件を拡大した関東軍とそれを抑えることができなかった参謀本部双方に処分を課すといった“喧嘩両成敗”的な処分を行ったが、関東軍参謀として事件拡大に深く関与し「事実上の関東軍司令官」とまで呼ばれた辻政信中佐を、元陸軍大臣の板垣や、参謀本部総務課長笠原幸雄少将からの「将来有望な人物」という陳情によって左遷的異動で済ますなど、のちに禍根を残すような処分もあった。ほかにも、膠着した日中戦争の指導など難問が山積しているなか、人の話をよく聞き、人情の機微を知り尽くして、抜群の調整能力を発揮する阿南の仕事ぶりは周囲が皆認めるところとなり、声望は日に日に増して将来の陸軍大臣との呼び声も上がるようになったが、阿南自身は「（軍人ハ）政治ニ拘ラス」の信条通り、自ら政治的発言をすることはなく、政治的な動きは軍務局長の武藤章中将に一任していた。
1939年にヨーロッパで開戦した第二次世界大戦では、ドイツ軍が快進撃中で、一旦は沈静化していた日独伊三国同盟締結を求める声が陸軍内で次第に大きくなり、ナチス・ドイツのフランス侵攻によってフランスが降伏するとその声は国民を巻き込むものに拡大した。阿南自身はドイツを否定的に捉えていたわけではなかったが、陸海軍協調の視点から海軍が消極的な日独同盟を陸軍が積極的に提議すべきではないという方針であった。
米内内閣は首相米内光政の方針により日独伊三国同盟の締結には反対であったが、陸軍内で日に日に高まる同盟推進論に「人の和」を重視する阿南と沢田も抗しきれず、7月8日に内大臣木戸幸一に、陸軍は日独伊三国同盟を推進するため、近衛文麿を首班とする内閣を要望していることを伝えて、沢田、武藤と図って陸軍大臣の畑俊六大将に辞職を進言した。畑は阿南らの進言によって7月12日に米内に書面にて辞職を申し出、米内内閣は総辞職に追い込まれた。
1940年（昭和15年）7月22日に発足した第2次近衛内閣で東條が陸軍大臣となったが、東條は阿南の実務能力を高く評価しており、東條の要請もあって陸軍次官留任となった。東條はおおらかな阿南とは対照的に神経質な性格であり最初から合わなかった。それは東條が陸軍省で最初に行った訓示でも現れており、東條は「政治的発言は陸軍大臣だけが行い、いかなる将校の発言も許さぬ」「健兵対策（兵士の健康管理）の再検討を行う」の2点を強調したが、「健兵対策」については、大臣がわざわざ言及することではなく、局長や課長級の業務であると阿南は助言したが、東條が聞き入れることなく、かたくなにこの1項を強調している。
やがて、東條はソリの合わない人物を遠ざけ、息のかかった人物を重用する恣意的な人事を行うようになり、阿南と対立するようになっていく。東條は前任の畑が決めていた人事について、阿南が実行を助言すると「高級人事については陸相たる私が一人で決める、他人の進言は無用」と叱責したこともあった。対立が決定的になったのは、阿南が互いに高く評価しあっていた陸大同期の石原に関する人事処分であり、第16師団長となっていた石原が、東條が1941年（昭和16年）1月8日に陸軍大臣名で示達した「戦陣訓」に対して、「師団将兵はこんなものよむべからず」「東條は己をなんと心得ているのか。どこまで増長するのか」「総司令官以下に対して精神教育の訓戒をなすとは、天皇統率の本義を蹂躙した不敵きわまる奴である」と批判したことで、東條が激怒し「石原を予備役」にすると言い出したことであった。石原の予備役編入を命じられた阿南は、これまで石原の非凡な才を高く評価してきたこともあって、日頃の温厚な態度から一変して顔を真っ赤にしながら「石原将軍を予備役というのは、陸軍自体の損失です。あのような有能な人を予備役に追い込めば、徒に摩擦が起きるだけではありませんか」と東條に反論し、他の将校が見ている前で激しい議論を繰り広げている。阿南は皇族で陸軍大将の東久邇宮稔彦王にまで頼って、この東條の恣意的な人事を撤回させようとしたがかなわず、1941年3月に石原は師団長を更迭されて予備役に編入された。
阿南はこの事件で東條に愛想を尽かして、1941年4月の異動で、陸軍次官在任期間が長くなったからと適当な理由をつけて、陸軍次官を辞して第11軍司令官として中支戦線へ赴いていった。東條は、阿南の後任の陸軍次官には木村兵太郎中将を、人事局長に冨永恭次少将、兵務局長に田中隆吉少将を任命するなど、陸軍中央は東條の息のかかった人物が主要ポストを占めることとなった。阿南は陸軍中央を離れてからも東條の人事を批判しており、「俺は東条大将とちがって、誰でも使える」と部下を選り好みする東條との違いを強調していた。阿南の人事統率の方針は「温情で統率する」という温情主義であり、部下は能力の如何に関わらず、誰でも使うことができるという自負をもっていた。

### 第11軍司令官

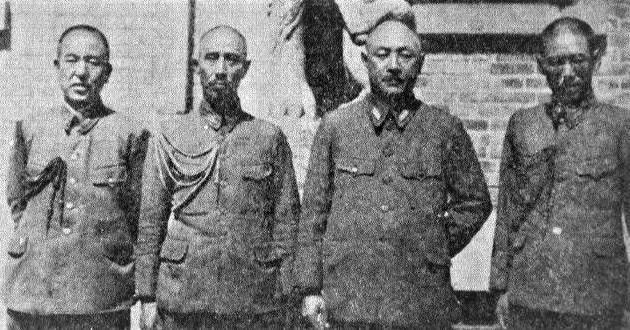
第11軍幕僚と阿南（右から2人目）

その後、第2次近衛内閣、第3次近衛内閣そして東條内閣と続き、東條内閣によって、日本は太平洋戦争（大東亜戦争）に突入した。
大本営と支那派遣軍は、重慶政府に大打撃を与えて日中戦争の解決の目処をつけるため、中国軍が不陥と誇ってきた長沙への侵攻を計画した。ところが、6月独ソ戦の勃発による「関特演」への兵力転用や、日米交渉の難航による南方作戦準備が問題になるにつれ、大本営や陸軍省では長沙進攻中止論が台頭していたが、阿南は引き続き周到な作戦準備を行った。長沙には精強を誇る第9戦区軍司令部（司令長官：薛岳）があり、阿南はこの撃破を目論見、東部萬洋山系の側面陣地を撃破して長沙に進攻しようと計画していたが、作戦を認可した参謀本部は中央突破の作戦を命じた（第一次長沙作戦）。
第11軍は歩兵45個大隊の大兵力で長沙を目指して進軍したが、阿南の懸念した通り東部萬洋山系の側面陣地から戦力に勝る中国軍の攻撃を受けて苦戦を強いられた。それでも第11軍は多数の中国軍部隊を撃破しつつ長沙に達した。激戦のうえで長沙を占領した第11軍であったが、阿南は市街に突入させる部隊を最小限に抑えて、市街地の破壊や食料物資の略奪を厳禁した。阿南は略奪行為の厳禁を命じた意図を支那派遣軍総司令官畑に「一般民家を焼却すれば却って民心の離反を招くから」と説明している。作戦目的は中国軍に打撃を与えることであり、第11軍は主敵であった第74軍を撃破、54,000人の遺棄死体を確認、4,200人の捕虜と大量の兵器弾薬を獲得するといった大戦果を挙げた一方で、長沙市街の軍事拠点は既に爆撃などで撃破されて戦略的価値が低かったことから、作戦目的は達したとして阿南は長沙からの反転を命じた。そのため、中国軍は「長沙は未だに占領されず」と内外に喧伝し、また、第11軍が長沙で戦っているころに、中国軍主力15個師団は宜昌に大攻勢をかけており、結局、作戦目的であった中国軍の弱体化を達成することはできなかった。
第一次長沙作戦で中国軍に大打撃を与えつつも作戦目的は果たせなかった阿南は機会をうかがっていたが、太平洋戦争が開戦した12月8日、香港攻略作戦を開始した華南の第23軍の背後を衝くため中国軍（第4軍・暫編第2軍）が、長沙付近から広東方面への南下を開始したのを知って、第11軍は、すぐさま中国軍の南下を牽制する作戦が検討され、木下勇参謀長から作戦説明を受けた阿南軍司令官は第二次長沙作戦を即断し、第11軍独断で作戦を開始した。
第11軍の3個師団10万人は、退却を開始した中国軍を追って無人の野を進むが如く急速で進撃を続けた。阿南は前回長沙を放棄したことを悔やんでおり、今回は長沙を占領確保するつもりであった。しかし、中国軍の撤退は「退却攻勢」作戦で、長沙では30万人の中国軍が待ち構えていたが、それに対して第11軍は急遽の作戦開始で3個師団の連携も取れておらず、兵站も不十分であった。先行する第3師団加藤大隊の加藤素一少佐が偵察中に戦死し、携行していた作戦計画命令書を中国軍に奪取されて、第11軍の弾薬が不十分であることが露見するといった不幸も重なって、罠に飛び込んだ形となった第11軍ではあったが、それでも第6師団は猛進して、長沙まで到達した。しかし前回とは打って変わり、長沙は堅牢に陣地化されており、第6師団は突撃を繰り返すも容易に城壁外のトーチカを突破できず、また、第3師団も長沙への攻撃を開始したが、第6師団同様に城壁を突破できず、逆に戦力が勝る長沙守備隊から数十回にも及ぶ逆襲を受けて防衛戦を強いられた。2個師団が長沙攻略に手間取っている間に、背後から中国軍30個師団が迫ってきて包囲されてしまった。残る第40師団も長沙の45㎞手前で優勢な中国軍に包囲されており、第11軍は苦境に立たされた。作戦開始以降強気な作戦指導を行い、泰然自若な態度で幕僚らを慰撫激励してきた阿南も、戦況が激変したことで憂いが濃くなり、強行突破による敵主力撃滅の作戦方針を転換して、反転し敵の薄弱部を突破しての撤退を命じた。
3個師団は、圧倒的多数の中国軍相手に戦闘しながらの撤退を余儀なくされて多くの損害を被り、この作戦による日本軍の損害は戦死1,591人、戦傷4,412人にも上ったが、各師団は厳しい戦況のなかでも敢闘し中国軍にも打撃を与えて遺棄死体約28,612人を確認し、捕虜1,065人を得ている。中国側が長沙会戦と呼んだこの戦いは、日本軍に対する連合国軍最初の勝利として重慶政府は大いに喧伝した。蒋介石は戦後に「抗日戦での快勝」と回想したが、香港は日本軍が占領し、この中国軍の勝利は戦略的には大きな意味は持たなかった。第11軍が準備不足で作戦を開始し、結果的に優勢な敵相手に撃退された形となったことに、支那派遣軍総司令官畑は批判的であったが、重慶政府が戦略的にも政治的にも長沙を最重要視していることを再認識させられている。
第二次長沙作戦の敗北は、阿南が第109師団長時代、山西軍や八路軍相手に積極的な攻勢で完勝した成功体験を踏襲して招いたという指摘もあるが、阿南自身は、この作戦について「独断長沙進攻の非難あらんも、牽制価値大なりしに満足する」と日記に記すなど意義を強調している。阿南は部下ら若い将校との酒席に出ると、長沙作戦の経緯を語って聞かせ、第11軍の快進撃を引き合いに出して「いいか、ドンドン行け。ドンドン、ドンドン行け」と力強く語りかけたという。この「ドンドン」というのが阿南の口癖となった。しかし、直接第二次長沙作戦を指揮した師団長たちからは「第二次長沙は恐怖の一言に尽きる」（青木成一）「阿南さんの指揮としてはつたなかった。同意しかねる」（神田正種）と否定的に評価され、この作戦に参加していた佐々木春隆（自衛隊陸補）は戦後に「後手の最たる作戦」と自らの著書で批判した。

### 第2方面軍司令官

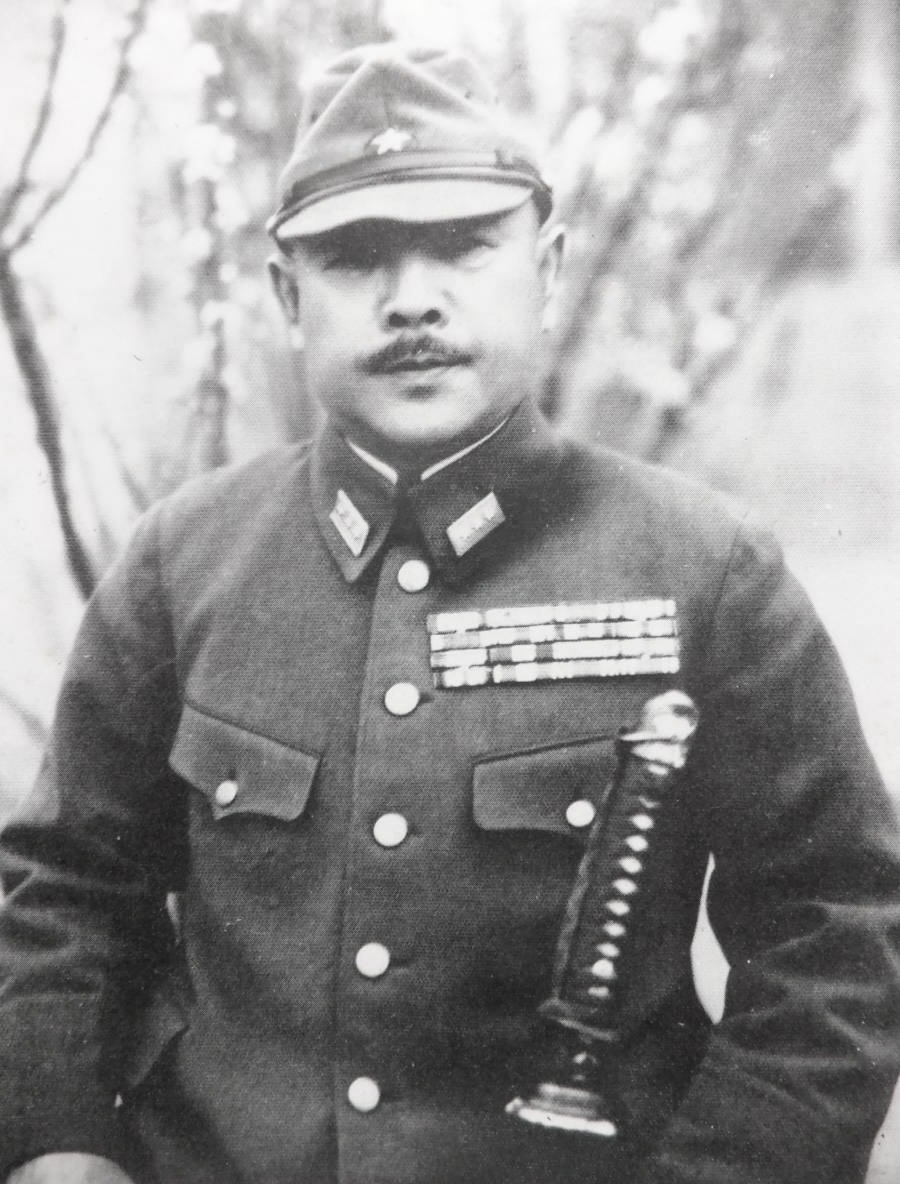
陸軍大将に昇進した阿南（1944年頃）

1942年7月、第2方面軍司令官としてチチハルに赴任、同じ満州の第1方面軍司令官は阿南と陸軍士官学校の同期で、マレー作戦で名声を博していた「マレーの虎」こと山下奉文が同日に着任し、勇将2名が軍司令官となった満州では「東の山下、北の阿南」と言われ、関東軍の士気は大いに高まったという。
1943年5月陸軍大将に昇進、第2方面軍は南方の戦局不振に伴い、1943年10月30日、豪北方面（オーストラリアの北方に位置するオランダ領東インド東部）に転用された。司令部はミンダナオ島のダバオに置かれ第19軍と新設の第2軍を指揮することになり、豪北からニューギニア西部の広い戦域を担当することとなった。やがてラバウルの第8方面軍の指揮下で悪戦苦闘してきた第18軍と第4航空軍も指揮下に入ったが、敗走続きで多くの戦力を失い疲弊しきった軍は、ダグラス・マッカーサー大将率いる西太平洋連合軍の飛び石作戦に対抗できなくなっていた。阿南は要衝のウェワクを防衛するため第18軍主力に移動を命じたが、悪路で輸送手段もない第18軍が苦労して移動している途中に、マッカーサー率いる連合軍はウェワクを飛び越して、良好な港湾があり日本軍の補給基地となっていたホーランジアと日本軍の飛行場があるアイタペに上陸して占領してしまった。
阿南はホーランジアの奪還を主張し、サルミにあった第36師団主力を奪還作戦に投入しようとしたが、大本営や南方軍に制止された。阿南は度々ニューギニア戦線で全力を集中した反撃作戦を提案したが、そのたびに大本営から「消耗戦にひきずりこまれる」と制止され続けて「戦闘に勝てなくて、戦略に勝てるはずがない。いわんや戦争をや」と歯がしみすることとなった。第2方面軍は1944年4月15日に大本営直轄から南方軍の指揮下に入り、阿南の作戦指揮はさらに制約を受けることとなった。
やがて連合軍はきたるマリアナ諸島攻略支援のためニューギニア西部のビアク島攻略を決めた。ビアク島には日本軍が設営した飛行場があり、マリアナ攻略の航空支援基地として重要と見られていた。阿南も、常々「ビアク島は空母10隻に値する」と主張しており、自らビアク島の地形を確認して、地の利を活かした陣地構築の指示を行っている。1944年5月27日に第6軍 司令官ウォルター・クルーガー中将率いる大部隊がビアク島に上陸しビアク島の戦いが始まった。阿南の指示によって、巧みに海岸を見下ろす台地に構築された洞窟陣地は、連合軍支援艦隊の艦砲射撃にも耐えて、上陸部隊に集中砲火を浴びせて大損害を被らせた。その後、ビアク守備隊支隊長の歩兵第222連隊長葛目直幸大佐は、上陸部隊をさらに内陸に引き込んで、巧みに構築した陣地で迎え撃つこととした。第41歩兵師団師団長ホレース・フラー少将は日本軍の作戦を見抜いて、慎重に進撃することとしたが、マリアナ作戦が迫っているのに、ビアク島の攻略が遅遅として進まないことで海軍に対して恥をかくと考えたマッカーサーはクルーガーを通じてフラーを急かした。
阿南はビアク島が攻撃を受けたときの増援として、前々から計画していた海上機動第2旅団のビアク島への海上輸送を海軍に要請、海軍もビアク島の価値を認めて、6月2日に左近允尚正少将率いる輸送艦隊と護衛艦隊からなる渾部隊でビアク島に増援を送る渾作戦が開始された。日本艦隊の接近を知ったマッカーサーは、既に空母15隻を基幹とする機動部隊はマリアナに向かっていたため、手元にあった重巡洋艦が主力の艦隊で迎え撃つこととしたが、連合艦隊司令部は、渾部隊がB-24に発見され追尾されていたことで航空攻撃を懸念したこと、また出撃してきた連合軍艦隊をアメリカ海軍の空母機動部隊と誤認したことで、6月3日夜に作戦を中止して渾部隊にソロンへ向かうよう命じた。 作戦の順調な進行を聞いて成功を疑わなかった阿南はまさかの作戦中止の報告を受けると激昂して「渾作戦中止は3日11時頃B24に発見されし為と」「煮湯を呑まされし感あり」とその日の日記に記述している。
その後も阿南の求めで渾作戦は継続されたが、規模を縮小されたあげく輸送に失敗し、最後はマリアナに接近するアメリカ軍機動部隊を発見した連合艦隊があ号作戦の好機と考えて渾作戦を中止した。阿南は海軍から渾作戦中止の連絡を受けると「統帥乱れて麻の如し」と憤慨したが、最終的には「大局的にやむを得ない」と諦めて、独力でビアク島を救援しようと一個大隊を増援に送っている。ビアク島守備隊は満足な支援も受けられない中で、指揮官の葛目の巧みな作戦指揮もあって敢闘、クルーガーの命で早期攻略のため、日本軍陣地を正面攻撃していた上陸部隊に痛撃を与えて長い期間足止めし、ついに6月14日、苦戦を続けるフラーは、マッカーサーの意を受けたクルーガーから上陸部隊司令官と第41歩兵師団師団長まで解任されることとなった。アメリカ軍がビアク島の飛行場を全て利用できるようになったのは8月に入ってからであり、マリアナ沖海戦に間に合わせることはできなかった。しかし、ビアク守備隊敢闘の甲斐なく、マリアナ沖海戦は日本軍の完敗に終わった。阿南はビアク守備隊指揮官葛目の戦死の報告を受けると「惜みても余りあり。真実ならん」「謹みて非凡なる奮闘勇戦を感謝し、冥福を祈る」と日記に書いている。
その後マリアナも奪われ、9月15日には、セレベス島マナドに前進していた第2方面軍司令部の目と鼻の先にあるモロタイ島にもマッカーサー率いる連合軍が侵攻しモロタイ島の戦いが始まった。この戦域を護る第32師団の主力はハルマヘラ島にあり、モロタイ島には1個大隊程度の戦力しか置いておらず、たちまち島の主要部は占領され、天然の良港と急遽整備した飛行場によって連合軍レイテ作戦の前線基地となった。阿南はたびたびハルマヘラ島から逆上陸部隊を送り込んで、モロタイ島基地の使用妨害を行ったが、戦況に大きな影響はなく、マッカーサーはレイテ島に上陸し、戦局の中心はフィリピンに移った。阿南らが護る西部ニューギニアや豪北方面は中央から見捨てられて、局地的な戦闘が続いているが、戦局の挽回などは全く望めないような状況となっていった。
阿南は、海上輸送路が断絶して補給が滞るなかで、前線の将兵の栄養状況を少しでも改善しようと、現地の植物や魚介類の加工を研究させたりと努力をしていたが、前線の飢餓や疫病は阿南の努力程度ではどうにもならない状況に陥っており、終戦までに多くの餓死者や病死者を出している。

### 陸軍航空総監部兼航空本部長
1944年12月航空総監兼航空本部長への異動を命じられた。レイテ島を攻略した連合軍はミンドロ島を皮切りにフィリピン全体の制圧を目指しており、大本営には、阿南に豪北、ボルネオ、南部フィリピンを一元統帥させ連合軍に対抗させる案もあり、阿南もこの地で軍司令官として玉砕する覚悟であったため、この日の阿南の日記には「若者多数を失い、生きて再び皇土を踏むの面目なしと迄覚悟までした身」と無念を滲ませた記述をしている。しかし、阿南の信念は、「死ぬことだけでは義務を果たしたことにはならない、生きていられるだけ生きて戦力になれ」であって、部下にも常々言って聞かせており、戦死した部下将兵に殉じたいとする気持ちを抑えて東京に向かった。
この頃には、戦局の悪化に伴って阿南陸軍大臣待望論が強まっており、ダバオで阿南と面談した三笠宮崇仁親王は「阿南は人格高潔、部下は心服し、海軍との関係も良い、阿南が南方第一線を指揮することはもっとも必要であるが、陸軍大臣として活動してもらうことはそれ以上必要である」と帰国後に東久邇宮稔彦王に進言しているなど、この異動は阿南の陸軍大臣就任を見据えて、陸軍中央が外地から呼び戻したという意味合いが大きかった。阿南の耳にも陸軍大臣待望論は聞こえていたが、「予を陸相に擬するもの多きも、重要作戦任務を拝命して任を尽くさず。豈何ぞ甘受し得んや。勿論其の器にあらざるを自ら識る」と日記に記しているなど否定的であった。
阿南は東京に帰る途中で、ルソン島に寄って、第14方面軍司令官としてフィリピンで悪戦苦闘する同期で親しい山下奉文を激励したいと願ったが、サイゴンで、フィリピンの戦況に詳しい南方軍総参謀長沼田多稼蔵中将より現状を聞かされて、ルソン島行きを断念した。結局、この後も阿南と山下が再会することはなかった。
阿南が着任して間もなくに硫黄島の戦いが始まり、いよいよ連合軍が本土に迫ってくることとなった。フィリピンでの「万朶隊」と「富嶽隊」を皮切りに陸軍航空隊でも、既に特別攻撃隊が多数出撃している状況であったが、阿南自身は「特別攻撃は決死隊であっても、生還の道は講じるべきである。敵艦への航空特攻のように、死によってのみ任務遂行できる出撃を命じるのは、上官としてあまりに武士の情にかける」と考えて、航空特攻には批判的であった。しかし、大本営の方針は天号作戦として、本土付近に侵攻してくる連合軍に対して、航空攻撃で大出血を強いるという計画を決定、その主戦術は特攻とされており、阿南は否が応でも特攻に関わっていくこととなる。
天号作戦においては、どうしても陸海軍航空戦力を総合的に運用する必要があった。しかし沖縄で決戦をしようと計画する海軍に対して、一定の戦力を拘置し本土決戦を重視する陸軍の方針は相違しており、海軍の中には陸軍航空を海軍の指揮下に入れ、陸海軍統合戦力として決戦するべきという意見が強く、陸軍内でも同調する意見もあった。しかし、このような重要な提議をするためには航空総監である阿南の諒解が必要であり、陸軍航空の海軍指揮下編入に同意していた参謀本部第1作戦部長宮崎周一中将は、気兼ねしながら阿南に申し出た。阿南は第2方面軍司令官の際には何回も海軍に煮え湯を飲まされており、私怨もあって簡単には同意しないものと思われたが、気兼ねしている宮崎に対してあっさりと笑顔で「結構ですよ」「喜んで豊田大将（連合艦隊司令長官豊田副武）の指揮をうけましょう」「すぐにでも日吉台に挨拶に行ってよい」と答えて宮崎を安心させている。
阿南は陸軍の本土決戦のための戦力温存策には反対であり、特攻には批判的ながら「本土決戦ばかり考えず、航空戦力すべてを挙げて沖縄の敵を叩くべきだ」「俺も最後には特攻隊員として敵艦に突入する覚悟だ」と梅津美治郎参謀総長に詰め寄っている。特攻隊員の出征を見送る際には熱涙を注ぎ、ことあるごとに「富士山を目標として来攻する敵機群の横っ腹に向かって自ら最後には突入する」と周囲に公言もしていた。阿南の熱意もあって、陸軍航空隊の第6航空軍は海軍の連合艦隊の指揮下で統一した作戦行動をとることとなったが、沖縄戦の海軍特攻を指揮した第5航空艦隊と第6航空軍は、連合艦隊の指揮下であくまでも並立の扱いであって、形式的な陸海軍協同作戦の域を脱することはなく、また海軍の第5航空艦隊司令部が鹿屋基地と最前線にあったのに対して、陸軍の第6航空軍司令部は後方の福岡市にあって連携も不十分であり、阿南の理想通りの陸海軍統一作戦とはならなかった。

### 陸軍大臣

#### 陸相就任

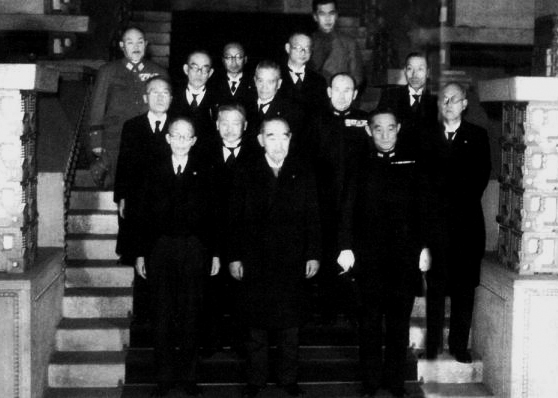
鈴木内閣の集合写真、最後列左の軍服姿が阿南（1945年4月7日）

1945年4月、小磯内閣は、本土決戦へ向けて新設された第1総軍の総司令官に転出した杉山元陸相の後任として、自身の兼任を志した小磯首相と、阿南を推した三長官会議との間で調整がつかず、閣内対立により内閣総辞職に至る。後任に立てられた鈴木貫太郎枢密院議長もまた、阿南を陸相に望んだ。その理由は、鈴木首相が書き残しておらず不明ながら、
- 侍従長時代に侍従武官であった阿南の昭和天皇に対する忠誠心と誠実な人柄を知って信頼していたこと
- 鈴木は大命降下の際に、昭和天皇が戦争終結を望んでいることを感得し、「速やかに大局の決した戦争を終結して国民大衆に無用の苦しみを与えることなく、またこれ以上の犠牲を出すことのなきよう、和の機会を掴む」との方針を心中深くに秘めていたが、阿南であれば、昭和天皇の意志を理解し、それを至上のものとして奉仕してくれると確信していたこと
- 和平の課程で暴発する懸念もある陸軍を最後までまとめることができる力量をもっているのは阿南しかいないと評価していたこと

などが推測されている。
一方、阿南本人は、「自分は空中で討死する。絶対に大臣などはお断りする」と陸軍内の阿南を陸軍大臣に推す動きに拒否感を示していた。陸軍人事局長の額田は、阿南の強硬な拒否で、第15方面軍司令官兼中部軍管区司令官河辺正三大将などを陸軍大臣に推す動きがあっていることに危機感を覚えて、かつての上司であった阿南に「かねてより心中反対であった特攻隊を次々と送り出されている心情はよくわかります」「しかし、自ら飛行機に乗って来攻する敵機の中に突入されるよりも、この重大局面に際し身を挺して大臣をお受けするのが真の忠節ではありませんか」と説得している。
鈴木首相が陸軍主流派の領袖である杉山前陸相に阿南入閣を申し出たところ、三長官の総意として、阿南を入閣させるため以下の3つの条件を提示した。
1. 飽くまでも大東亜戦争を完遂すること
2. 勉めて陸海軍一体化の実現を期し得る内閣を組織すること
3. 本土決戦必勝の為、陸軍の企図する施策を具体的に躊躇なく実行すること

この条件は、陸軍主流派は、鈴木首相が終戦への道筋をつけることを画策していると疑っており、そのような内閣に陸軍が誇る阿南を出すわけにはいかず、出せば強硬派の青年将校らが納得しない、と考えてこのような条件を提示したものであった。しかし鈴木首相は快諾したため、杉山前陸相は拍子抜けし、わざわざ聞き直したほどであったが、鈴木は「大丈夫だ」と再度応諾している。
鈴木首相から直接陸相就任を要請された阿南は、これまでは就任に難色を示していたが、敬愛していた鈴木の要請を断ることはなくその場で承諾している。陸軍主流派が出していた3条件については、阿南自身はこれらが実現困難なことはわかっており、むしろ機を見て有利な終戦をはかるべきと考え、かつて第2方面軍司令官時代に当時の外務大臣であった重光葵に終戦の建議を行ったこともあった。陸軍大臣拝命時の阿南の考えについては、陸軍次官として阿南を補佐した若松只一中将によれば、「阿南の悲願は絶対国体護持で、鈴木の和平方針に異存はなかったが、敵に一大打撃を与えて、国体護持の安心を得て終戦に導く」というものであったという。また、鈴木内閣には他の閣僚も、東條内閣時代に和平を主張して外相を辞職した東郷茂徳、「終戦のために就任する。そのためには殺されてもよい」という覚悟で拝命した下村宏など、心中密かに終戦の決意を秘めた閣僚で固めていた。
阿南は陸軍大臣に着任すると、しばしば局長や課長らを集めて会食を行い、忌憚のない意見を聴取した。局長らは何でも思うところを直接大臣に意見できるため、そのせいもあって、物忘れが激しくなっていた杉山前大臣のときより、陸軍省内の空気はかなり改善されて、阿南への信頼が高まっていった。

#### 和平工作と一撃講和
鈴木内閣発足前後には、政府内外で和平派による終戦に向けた活動が活発となり、陸軍当局の継戦派との対立が顕著になる。近衛上奏文による終戦策を進めていた吉田茂元駐英大使が阿南の陸軍大臣就任直後の4月15日に憲兵隊に拘束された。阿南は親交のあった吉田の拘束を聞くと、自らの立場は抗戦派であったのにもかかわらず、陸軍人事局以来の部下で信頼の厚かった軍事課長荒尾興功大佐を呼び「すぐに釈放せよ」と命じている。しかし、憲兵隊はすぐに吉田を釈放することなく、特に近衛文麿との関係について厳しい尋問を行ったが、吉田の拘置所内の待遇については、独房で差し入れ自由という恵まれたもので、阿南の配慮があったものとされている。吉田が黙秘を貫いたため、仮釈放は40日あまり後となった。釈放のさいに島田法務中将から「陸軍内で起訴にするか、不起訴にするか大分問題になったが、最後に阿南閣下の裁断で不起訴になった」と告げられたとしている。この事件は、上層部の和平の動きに一撃を加えて、陸軍の不退転の決意を示そうとした兵務局の抗戦派将校らが憲兵を使って吉田を逮捕させて東部軍軍法会議に送ったというのが真相であるが、阿南はこの起訴を画策した兵務局の強硬派などの一部の反対を押し切って、吉田を微罪釈放と決定している。
鈴木内閣の当初の出口戦略は、ナチス・ドイツとソビエト連邦の和平を仲介した後、ソ連の仲介により連合国と交渉を持つ方針であったが、5月2日、ドイツが滅亡したことに頓挫。以降、11日、12日、14日の3日間に渡って最高戦争指導会議が開催され、議論される。阿南は、講和条件についての協議で「講和条件の協議は現在の戦況に基づいて決定すべきである」「日本は、敵軍に占領されている日本領土より遙かに広大な敵の領域を占領している」と強気な発言を行い、東郷外相に「講和条件は、現在の戦況だけでなく、合理的に予見できる将来の戦況も考えて割り出すべきだ」とたしなめられている。最終的に、引き続き、ソ連の仲介による講和を図る方針を維持することとなる。しかしこの交渉は、既にソ連が日ソ中立条約の破棄と対日参戦を決心していたため、ソ連の時間稼ぎにしかならなかった
5月18日、阿南は前線の士気を鼓舞するため九州まで飛び、天号作戦遂行中の前線基地である鹿屋基地と知覧基地を視察した。鹿屋では海軍第五航空艦隊司令の宇垣纏中将が出迎えたが、ビアク島の戦いの際に渾作戦を独断で中止し、阿南に煮え湯を呑ませたのが当時の第一戦隊司令官の宇垣であった。しかし、阿南が陸軍次官をしていたとき、軍令部第1部長であった宇垣とはよく会食するなど懇意にしており、この日も阿南はかつての私怨を持ち込むことはなく、海軍大臣の米内が一度も視察にこないのに陸軍大臣がわざわざ来てくれたと喜んで大歓迎した海軍側の厚意にこたえて、阿南は海軍の特攻隊員を激励し、夜には水交社で宇垣らと会食している。
翌5月19日に第6航空軍司令部のある福岡に飛び、司令官の菅原道大中将と面談。菅原は空挺特攻隊である「義烈空挺隊」の使用を再三再四、参謀本部に陳情してきたが、そのたびに拒否されてきたので、参謀本部を飛び越えて阿南に直談判しようと待ち構えていたが、阿南と面談する直前に参謀本部から「義号作戦認可せらる」との作戦許可の電文が届いている。阿南が東京に帰京したのちの5月24日、「義烈空挺隊」による沖縄の連合軍基地への空挺特攻作戦「義号作戦」が行われ、沖縄の連合軍飛行場に相当の打撃を与えた。

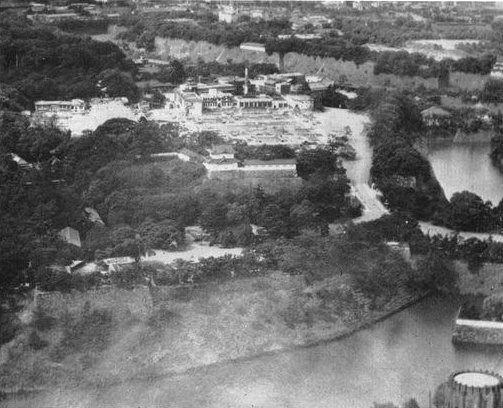
空襲により建物の多くが焼失した皇居。この写真は終戦直後にアメリカ軍重巡洋艦「クインシー」の偵察機が撮影

24・25両日、合計1,000機以上にもなるB-29による東京への最大級の空襲が行われ、東京の市街地はほぼ灰燼に帰し、明治宮殿以下皇居内の建物も多数が消失する。阿南は、陸軍大臣官邸も焼失する中、燃える官邸を背にして炎上する宮城に向かって最敬礼を続けていたという。28日に阿南は皇居炎上の責任をとるため鈴木に辞表を提出したが、天皇より「陸軍大臣の微衷はわかるが、今や国家存亡のときである。現職に留まって補弼の誠を尽くすよう伝えよ」との慰留があったので、辞表を撤回した。
この頃、閣内において、陸軍継戦派に押し立てられた阿南と和平を主張する米内海相との間で意見の相違が目立つようになる。これの解消を図るべく、鈴木首相と下村情報局総裁が介添役となって、5月31日に首相官邸にて阿南と米内を中心とした6相懇談会を開催した。案の定、会議は阿南と米内の激しい論争となり、阿南が「敵を本土に引きつけて一撃を加えた後に有利な条件で講和すべき」という一撃講和論を主張したのに対して、米内は「その1戦の勝算の見込みなく、全面降伏は必然であり、一日も速やかに講和に入るべき」とする即時講和論を互いに主張して譲らなかった。阿南はさらに「このままで講和を求めれば大幅譲歩を必要とするため、国民を納得させられないばかりではなく、陸軍の中堅層を制御するのも不可能であり、何としてもここでもうひと踏ん張りは必要である」と主張すると、米内は「もう踏ん張りはきかない、やがては国体護持さえできない結果となる」と反論するなど、3時間余りの議論が行われたが、全く両者に歩み寄る気配はなかった。この互いの主張は大きく変わることがなく、この後も激しい議論が繰り返されることとなった。

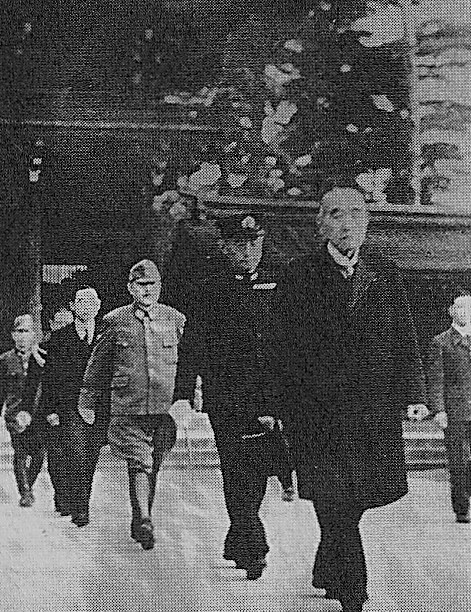
明治神宮を参拝する（手前から）鈴木首相、米内海相、阿南（1945年）

しかし、両者ともに、自身の進退により内閣総辞職に追い込む思いはなく、進退の一歩前で留まる姿勢は見せていた。6月9日、鈴木首相による帝国議会衆議院及び貴族院両院の本会議での演説の内容に対して、2日後の衆議院戦時緊急措置法案（政府提出）の委員会審査で小山亮からなされた質問と鈴木首相の答弁（天罰発言事件）により、一部議員による倒閣運動が激化した。米内海相は、議会と鈴木首相双方の態度に立腹し辞意を固めた。海軍が米内の後任を出さなければ閣内不一致で総辞職しなければならなくなるが、阿南が最も熱意を持って慰留に動き、自ら手紙をしたためる等した。米内は阿南の手紙を読むと「陸相がこうまでいってくれるのか」嬉しそうにつぶやくと、鈴木首相が「ネジを巻き直すこと」を条件に辞意を撤回した。阿南が米内を説得した真意は不明であるが、後日阿南は「どう考えても国を救うのはこの鈴木内閣だと思う」という発言もしており、鈴木内閣を最後まで支えようと決心していたものと推測される。

#### 和平路線への転換
6月8日の御前会議で決定した「今後採ルヘキ戦争指導ノ基本大綱」は、冒頭に
と記載。軍部には徹底抗戦の趣旨を伝えつつ、内閣側の真意は、「国体護持」と「皇土保衛」が実現できれば終戦を可とする、というものであった。翌9日、中国大陸の視察から帰ってきた梅津参謀総長は、「在満州と在中国の戦力は、アメリカ陸軍師団に換算して4個師団程度の戦力しかなく、弾薬も近代戦であれば1会戦分ぐらいしかない」と報告、これに装備で劣る内地の軍では本土決戦は不可であることが示唆される。これと前後して、木戸幸一内大臣は、『時局対策試案』を作成、ソ連を仲介とする和平交渉をさらに推し進めつつ、最終的には「天皇陛下の御勇断を御願い申し上げ」終戦の方向へ持ってゆく、という後の聖断につながる術を考案。天皇の許可を得た木戸内大臣は、政権幹部と接触を始める。阿南は18日に木戸内大臣と面会。阿南は、本土決戦で一大打撃を与えて講和に持ち込む、という従来の考えを述べたが、木戸内大臣は、それより前に米軍は空襲で都市を破壊しつくすこと、本土決戦に至れば生易しい条件で講和に応じることはなく、玉砕するほかないこと、結局国体護持もおぼつかなく、それが天皇の最も懸念している点であることを説明。阿南は、天皇の懸念を知ると、和平への舵を切ることに同意する。
22日、天皇は最高戦争指導会議の構成員を召し、
と、終戦交渉を行うことを望む旨を明確に述べる。自らの意見を述べなかった阿南にかわり、梅津参謀総長は「異存はないが、これを実施するには慎重を要する」と返答するが、「そのために時機を失することはないか」と重ねて問われ、「速やかなるを要します」と奉答。速やかに和平への道を探ることが決まる。天皇が席を立った後、鈴木が「我々が口に出すことをはばからなければいけないようなことを、陛下が素直におっしゃって下さった」「今後は、この6人が集まって十分にその方策を練ることにいたしたい」と出席者に同意を求めた。真っ先に阿南が「賛成です」と同意したが、「しかし、これは極秘にしなければなりません。陸軍の若いものは自分たちの考えのみが正しいと思い込んでおります。陛下が終戦の決意を選ばされるのは、側近たちにだまされておるため、としか考えませんから」と率直に現在の陸軍の状況について吐露した。このあと、阿南は昭和天皇の和平への強い意志と、陸軍による徹底抗戦の突き上げのなかで難しいかじ取りを迫られることとなった。

#### ポツダム宣言の受諾・一度目の聖断
1945年7月26日、ウィンストン・チャーチル英首相、ハリー・S・トルーマン米大統領、蒋介石中華民国国民政府主席の共同声明としてポツダム宣言が発せられる。日本側は翌27日、最高戦争指導会議と閣議にて宣言への対応を協議するが、直ちに諾否を明らかにすることはなかった。これは、一説には、阿南が「政府として発表する以上は、断固これに対抗する意見を添え、国民が動揺することないよう、この宣言をどう考えるべきかの方向性を示すべき」と主張したことにより話がまとまらなかったため、という説が長らくある一方で、豊田副武軍令部総長の証言や、『機密戦争日誌』での当時の閣議の模様の描写から、宣言の内の降伏条件などに関する内部の確認や、宣言そのものを国民に発表するか否かが議論になったのであって、宣言受諾という方向性自体は政府内で合意が取れていたとも考えられる。
しかし、翌28日、鈴木首相が記者会見で「共同声明はカイロ会談の焼直しと思う、政府としては重大な価値あるものとは認めず“黙殺”し、我々は戦争完遂に邁進する」と述べ、これが海外では「reject（拒絶）」と報道されたことにより、連合国の態度はさらに悪化。8月6日に広島に原爆が投下、9日未明にソ連満洲へ侵攻、同時にソ連はポツダム宣言の共同声明に名を連ねることになる。同日昼には長崎にも原爆が投下と、日本は重大な危機にさらされる。。
9日、最高戦争指導会議が開かれ、ポツダム宣言受諾については意見の相違はなかったものの、受諾に当たっての条件として、東郷外相と米内海相は、「国体の護持」のみを条件としたが（一条件）、対して阿南と梅津参謀総長、豊田軍令部総長は、「保障占領をしないこと」「日本自身による武装解除」「日本による戦争犯罪の処分」も条件に加えるべきと主張し（四条件）、意見の一致を見なかった。この中で阿南は、特に皇室を護ることについて「ソ連は不信の国である。米国は非人道の国である。保証なく皇室を任すことは絶対に出来ない」と強く主張し、東郷からの4条件も呈示して交渉が決裂したらどうするのか？という質問に「一戦を交えるのみ」と答えている。
その一戦について、勝つ自信を米内から問われた阿南は激論を戦わせた。
- 阿南「戦局は5分5分、負けとは見てない」
- 米内「局所局所の武勇伝は別であるがブーゲンビル島の戦い、サイパンの戦い、レイテ島の戦い、ルソン島の戦い、硫黄島の戦い、沖縄戦皆然り、みな負けている」
- 阿南「海戦では負けているが戦争では負けていない。陸海軍で感覚が違う」
- 米内「勝つ見込みがあれば問題ない」
- 阿南「とにかく国体の護持が危険である。条件付きにて国体が護持できるのである。手足もがれては護持できない」

米内は開戦前の重臣会議で述べた「ジリ貧を恐れてドカ貧になることなかれ」という言葉の「ドカ貧」にすでに日本は陥っており、一刻も早く戦争終結をはかるべきと考えていたが、一方の阿南は海軍の艦艇がほぼ壊滅している状態に陥っているのに対して、陸軍は内外地に合計500万人の大兵力を有し、まだ本当の決戦を一度もしていない、本土決戦こそ、その決戦であり、国民もそのときには奮起するという陸軍側の考えを主張しており、2人の主張の隔たりは大きく、激しい議論となっていた。
最高戦争指導会議を休憩して開かれた閣議もまた紛糾したが、阿南はここでも、強硬論を述べつつ、本格的な実力行使に踏み切ることはなかった。閣議中、太田耕造文部大臣のが内閣総辞職すべきという意見を出した。阿南が太田に同調して辞職すれば、鈴木内閣を総辞職に追い込むこともできたが、阿南は太田に同調することはなかった。会議の途中に阿南と梅津に、陸軍中堅幕僚から突き上げを受けた河辺虎四郎参謀本部次長が面談に訪れ、全国に戒厳令を布告し、内閣を倒して軍事政権を樹立するというクーデター計画を進言したが、阿南は拒否した。また、海軍の軍令部次長の大西瀧治郎中将も阿南に面談を申し出ている。大西は海軍大臣の米内の意に反して豊田軍令部総長とともに徹底抗戦の説得活動を行っており、この面談でも「米内は和平ゆえに心許ない。陸軍大臣の奮戦を期待する」と阿南に期待するような発言があっているが、阿南は「承諾したが、海軍大臣の立場もあるので本件は聞かなかったことにしておく」と受け流している。
午後10時、閣議は7時間以上の議論でも結論がでないまま散会。休憩後、もう1度最高戦争指導会議を開催して、政戦略の統一をはかることとしたが、その会議は鈴木首相と迫水久常内閣書記官長の手配で、天皇も出席する御前会議となった。やがて宮中から御前会議開催の知らせを受けた阿南は内閣書記長室にやってきて、迫水を「御前会議を開くというが、これは違式ではないか」と問い詰めた。迫水は御前会議で天皇に発言させる予定であることを隠して「本日の会議は結論を出すという目的ではなく、実情をそのまま陛下に聞いていただくためのもの」と虚偽の回答をしたが、阿南はそれ以上は詮索することなく「そうか、それならよい」と納得して引きあげた。
10日未明に開始された御前会議における議論は、昼間の第一回と同じく、阿南は「本土決戦は必ずしも敗れたというわけではなく、仮に敗れて1億玉砕しても、世界の歴史に日本民族の名をとどめることができるならそれで本懐ではないか」という意見を述べ、梅津と豊田が賛同。一方、東郷は終戦やむなきという意見を述べて、米内と、臨時で会議に召かれた平沼騏一郎枢密院議長が賛同した。一通り意見が出た後の深夜2時頃、進行をつとめていた鈴木首相は、「意見の対立のある以上、甚だ畏れ多いことながら、私が陛下の思召しをお伺いし、聖慮をもって本会議の決定といたしたいと思います」と天皇の意見を求めた。これに対して天皇は、「それならば私の意見を言おう。私は外務大臣の意見に同意である」と発言、一条件によるポツダム宣言受諾を指示する立場を示した。
阿南も、聖断に異議を挟むことは全くなかった。御前会議が終了した後、陪席していた吉積正雄陸軍省軍務局長が「総理、この決定でよいのですか、約束が違うではないですか」と鈴木首相に激しく詰め寄ったが、阿南は間に割って入り「吉積、もうよい」と言ってたしなめている。また、陸軍出身で阿南とは同期の安井藤治国務大臣が「阿南、ずいぶん苦しかろう。陸軍大臣として君みたいに苦労する人はほかにないな」と慰めたところ、阿南は「自分はどんなことがあっても鈴木総理と最後まで事を共にするよ。どう考えても国を救うのはこの鈴木内閣だと思う」としっかりした口調で語っている。
翌8月10日、阿南は陸軍省各課の高級部員を招集して、難局に対する心構えを訓示した。「自分の微力には重々責任は感じている、だが私は主張すべきことは存分に主張した。諸君はこの阿南を信頼してくれているはずだ。このうえは一体となって、大御心のままに前進しよう」「厳格な軍規のもと、一糸乱れずに行動しよう。国家の危急に際しては、一人の無統制が国の破綻の因になる。光輝ある帝国陸軍の一員であることを忘れるな」といったような、聖断や終戦にはふれずに、陸軍の一致団結を強調した内容であった。阿南が一番恐れていたことは、陸軍の暴発であり、特に敗戦の実感がない150万人の支那派遣軍の動向であって、全陸軍をいかに聖断に従わせるか、阿南は苦心していくこととなった。阿南の真意を知らない一部の青年将校が「国体護持のため、たとえ草を食み、土をかじり、野に伏すとも断じて戦う」という「陸軍大臣布告」を勝手に作成し、阿南の決裁をとらずにマスコミに発表した。慌てた情報局総裁の下村からこの「陸軍大臣布告」を聞かされた阿南であったが、新聞への掲載中止を申し入れてきた下村に対して「いいのです。掲載してやってください。軍人とはそういうものなのです」と掲載を要請している。一途な青年将校を無理に抑え込めば暴発の懸念があると考えての、阿南に現時点でできる精一杯のことであった。
ルソン山中では阿南と同期の第14方面軍司令官山下が、優勢な連合軍相手に苦闘していたが、「楠公精神と時宗の決断とを以って敵を撃砕すべし」との激烈な「陸軍大臣布告」を受けて抗戦の意志を新たにしている。しかし、この「陸軍大臣布告」が阿南に無断で布告されたものとは知る由もなかった。

#### クーデター計画

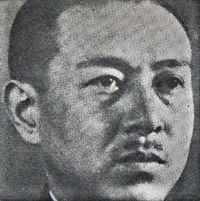
クーデター計画の首謀者の1人竹下正彦中佐、阿南の義理の弟でもあった

10日、閣議決定を受けて、外務省は「天皇統治の大権を変更する要求が含まれていないという了解の下に受諾する」という回答を連合国に通知。これに対して、12日に連合国からいわゆる「バーンズ回答」がなされたが、その回答は「降伏の時より、天皇及び日本国政府の国家統治の権限は、降伏条項の実施の為其の必要と認むる処置を執る連合軍最高司令官に"subject to"する」というものであった。これに対して、英語話者も多い外務省は、"subject to"を「制限の下に置かれる」と、正しい翻訳をしたが、英語話者が少ない陸軍参謀本部はこれを「隷属する」と誤訳に近い言葉に訳して態度を硬化。梅津参謀総長と豊田軍令部総長は、部下に突き上げられる形で上奏し、バーンズ回答を受け入れがたい旨を奏上する。一方の阿南は、同日に「陸軍大臣布告」について天皇に説明した際、バーンズ回答について天皇から「阿南、心配するな、朕には確証がある」と諭されている。
12日の夕方、阿南は久々に三鷹市下連雀にあった私邸に帰った。阿南は終戦となれば自決しようと決意しており、家族に別れを告げるための帰宅であったが、家族団欒というわけにもいかず、阿南が帰宅して早々に松岡洋右元外相が訪問してきた。松岡は陸軍青年将校たちから要請され、徹底抗戦のための自分を首班とする軍事政権樹立の提案をしたが、阿南は拒否している。その後に陸軍省軍務局の青年将校が2人来訪し、阿南にポツダム宣言受諾反対を説いた。阿南は夜中まで青年将校に付き合い、家族と語り合う暇もなかった。翌13日未明には護衛をつれた東條元首相が来訪した。東條が来たときには既に阿南は就寝しており、応対した女中にその旨伝えられると黙って帰った。女中から東條が来たと聞いた妻綾子が慌てて東條を追いかけて、ようやく三鷹駅辺りで追いつき自宅に来るように言ったが、東條は「阿南さんがお休みになっているならよろしいです」と言ってそのまま帰ってしまった。東條は、自分が松岡や青年将校らから担ぎ出されてクーデター計画に賛成していると阿南に誤解されないように、自分は「承詔必謹」を貫くと阿南に直接伝え、また全陸軍がそうあるべきであると説きに来たのであるが、東條は帰宅すると家族に「阿南はきっとわかってくれる」と話したという。
13日、最高戦争指導会議にて、バーンズ回答を巡り再び激論が行われ、阿南は梅津参謀総長、豊田軍令部総長とともに、再照会をかけることを主張、東郷外相は再照会は交渉の決裂を意味すると断固反対し、鈴木首相、米内海相はこれに同意する。続いて開かれた閣議では、阿南や安倍源基内務大臣と松阪廣政司法大臣など少数の閣僚は再照会を指示したが、多くの閣僚は即時受諾を主張する。鈴木首相は、即時受諾の立場であることを明言しつつ、閣議の模様を天皇に伝えた上で聖断を再度賜ることを宣言。東郷外相は阿南の再照会の要求に、一旦受諾したのち、外交交渉の場でその他三条件について申し入れる、との妥協案を述べた。
陸軍の青年将校がクーデターを計画しているという噂は鈴木首相の耳にも届いており、阿南が青年将校たちの圧力に屈して陸相を辞任する懸念もあり、鈴木首相と東郷外相は結論を急いでいた。阿南もそのことは察知しており、陸軍は一触即発の状況にあった。阿南は閣議のあと、総理室で鈴木首相と面談、阿南が「総理、御前会議をひらくまで、もう2日待っていただけませんか」と要請したが、鈴木首相は「時期は今です。この機会をはずしてはなりません。どうかあしからず」と毅然として拒絶している。阿南はさらに何か言おうとしたが、諦めたという表情で、慇懃な態度で邪魔したことを詫びて総理室を去った。一緒にいた小林堯太軍医大尉が鈴木首相に「総理、待てるものなら待ってあげてはどうですか」と言ったが、鈴木首相は「時機を逸せば、ソビエト軍が北海道まで侵攻してきてドイツのように分割されてしまう」と断った。阿南の心中を察した小林大尉は「阿南さんは死にますね」と言うと、鈴木首相は眼を伏せながら「うむ、気の毒だが」とつぶやいたという。
陸軍軍務局幕僚を中心とする強硬派青年将校は、11日頃から和平派閣僚を逮捕、近衛師団を用いて宮城を占拠するクーデター計画を練っていた。13日夜、官邸に戻った阿南が謀議に関与していた義弟の竹下中佐を呼び出したところ、椎崎二郎中佐と、畑中健二少佐が同道して訪問、あとから首謀者の荒尾軍事課長や井田正孝中佐らも加わり、総出で荒木を説得にかかる。この時の荒木の言動については複数の証言があり、諾否は翌朝梅津参謀総長と相談のうえで決定する、という結論に達したため、荒木の信条も揺れていたと推測される。14日朝、荒木は荒尾軍事課長をともない梅津参謀総長をおとずれたが、梅津は言下に却下したことにより、御前会議の場を制圧する案は崩れ去る。
陸軍の強硬派青年将校たちの不満は海軍の米内にも向けられており、「海軍の腰抜けどもを焼き討ちにする」とか「海軍大臣の身辺、安全だと思うな」という脅迫か嫌がらせかわからないような流言が阿南の耳にも届いていた。そこで阿南は東部憲兵隊司令官大谷敬二郎大佐に米内海相の身辺警護を命じたが、海軍の中では「憲兵の護衛は断れ、あの牧羊犬がいつ狼に化けるかわからない」という申し伝えがあるほど憲兵を信用しておらず、米内はこの申し出を断っている。
一方この日の朝、天皇は陸海軍元帥の永野修身、杉山元、畑俊六を呼んで意見を聞いたが、3人とも色々な理由をつけて戦争継続を主張したので、昭和天皇は国際信義を失うなどと3人を諭している。このうち畑については、阿南がわざわざ広島市から呼び寄せたものであって、阿南は畑の説得で天皇の翻意を促すつもりとの噂も流れたが、外の2人が「日本にはまだ敵に一撃を加える力がございます」と答えたのに対して畑だけが「自信がございません」と悲観論を述べている。このため、阿南の意図は噂の逆で、陸軍現役の長老の畑の影響力によって「承詔必謹」の外ないと、陸軍全部隊の意思統一を図ろうとしたという意見もある。

#### 二度目の聖断

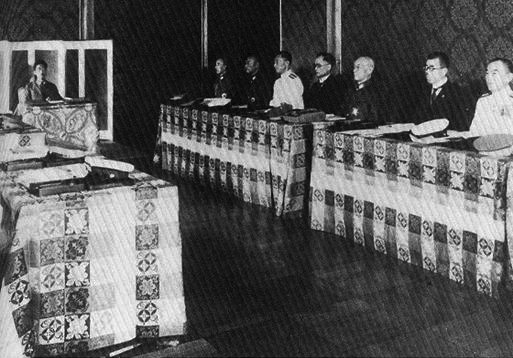
1945年8月14日の御前会議

午前11時に開始された御前会議には、最高戦争指導会議および閣議のメンバーが全員召集された。鈴木首相は、大半の者は宣言受諾に賛成であったが一致を見るに至らなかったので、反対の者の意見をお聴き取りいただいた上で聖断をたまわりたい、と述べ、阿南、梅津参謀総長、豊田軍令部総長の3名のみ、指名を受けて、「このままの条件で受諾するならば、国体の護持はおぼつかなく、是非とも敵側に再照会をすべき」という意見を述べた。一通り意見を聞いた天皇は、「外に別段意見なければ私の考えを述べる」と静かに立ち上がり、自分の考えはこれまでと変わらず、宣言受諾を是とすること、連合国側は好意的な態度を持っていることを考えること、陸海軍の将兵には堪えがたいことではあろうが自分の身はいかになろうとも万民の命を助けたいこと、明治天皇の三国干渉のお気持ちをしのび奉りたいこと、国民に呼び掛けることがよければいつでもマイクの前に立つこと、等を述べた。参列者は涙を流し、再び聖断が下った。
その後一同は、首相官邸閣議室において鯨肉と黒パンの質素な昼食をとったが、阿南は昼食をとる間もなく別室で竹下らから陸相辞任による内閣総辞職、さらにクーデター計画「兵力使用第二案」への同意を求められていた。しかし阿南は「最後の御聖断が下ったのだ。悪あがきはするな。軍人たるものは聖断に従うほかない」「ぼくが辞職したところで終戦は確定的だよ」と竹下らに毅然とした態度で言って聞かせた。
阿南はその後に陸軍省に帰ると、陸軍大臣室には、クーデター計画の首謀者らを含む多くの陸軍将校が集まった。阿南は御前会議での昭和天皇の言葉を伝え「国体護持の問題については、本日も陛下は確証ありと仰せられ、また元帥会議でも朕は確証を有すと述べられている」「御聖断は下ったのだ、この上はただただ大御心のままにすすむほかない。陛下がそう仰せられたのも、全陸軍の忠誠に信をおいておられるからにほかならない」、と諄諄と説いて聞かせたが、クーデター計画の首謀者の1人であった井田は納得せず「大臣の決心変更の理由をおうかがいしたい」と尋ねると、阿南は「陛下はこの阿南に対し、お前の気持ちはよくわかる。苦しかろうが我慢してくれと涙を流して申された。自分としてはもはやこれ以上抗戦を主張できなかった」「御聖断は下ったのである。いまはそれに従うばかりである。不服のものは自分の屍を越えていけ」と説いた。
その後に阿南は陸軍高官を陸軍大臣室に招集して陸軍首脳会議を開催した。そこで参謀本部河辺虎四郎参謀次長が発議し、若松陸軍次官が書いた｢陸軍ノ方針｣である｢皇軍ハ飽迄御聖断二従ヒ行動ス｣という文書についての協議が行われ、阿南は真っ先に一読すると無言のままで署名した。これで「承詔必謹」は全陸軍の正式な方針として確定した。その後に陸軍課員以上を第一会議室に集めた阿南は「諸官においては、過早の玉砕は任務を解決する道でないことをよく考え、泥を食み、野に伏しても、最後まで皇国護持のために奮闘してもらいたい」と訓示したが、竹下は阿南が「我々」という言葉を使わず、わざわざ「諸官」という言い回しで自分自身を除外していることに気がついて、阿南は自決する覚悟だと悟っている。また、この場でも一部の佐官から抗議の声が上がったが、阿南はその者たちに対して「君等が反抗したいなら先ず阿南を斬ってからやれ、俺の目の黒い間は、一切の妄動は許さん」と大喝している。
時間は不明であるが、この日阿南は陸軍省の道場で剣道範士斎村五郎と面会し、短時間剣道の稽古をしている。阿南は多忙な勤務の中でも、剣道や弓道の稽古を怠ることはなく、特に好きだった剣道については、毎日素振りを欠かさず、人事局長時代には3段であったが、陸軍大臣時には5段まで昇段している。阿南は難問山積で悩みごとも多い中で、剣道や弓道によって精神統一をはかっていた。

#### 終戦の詔書

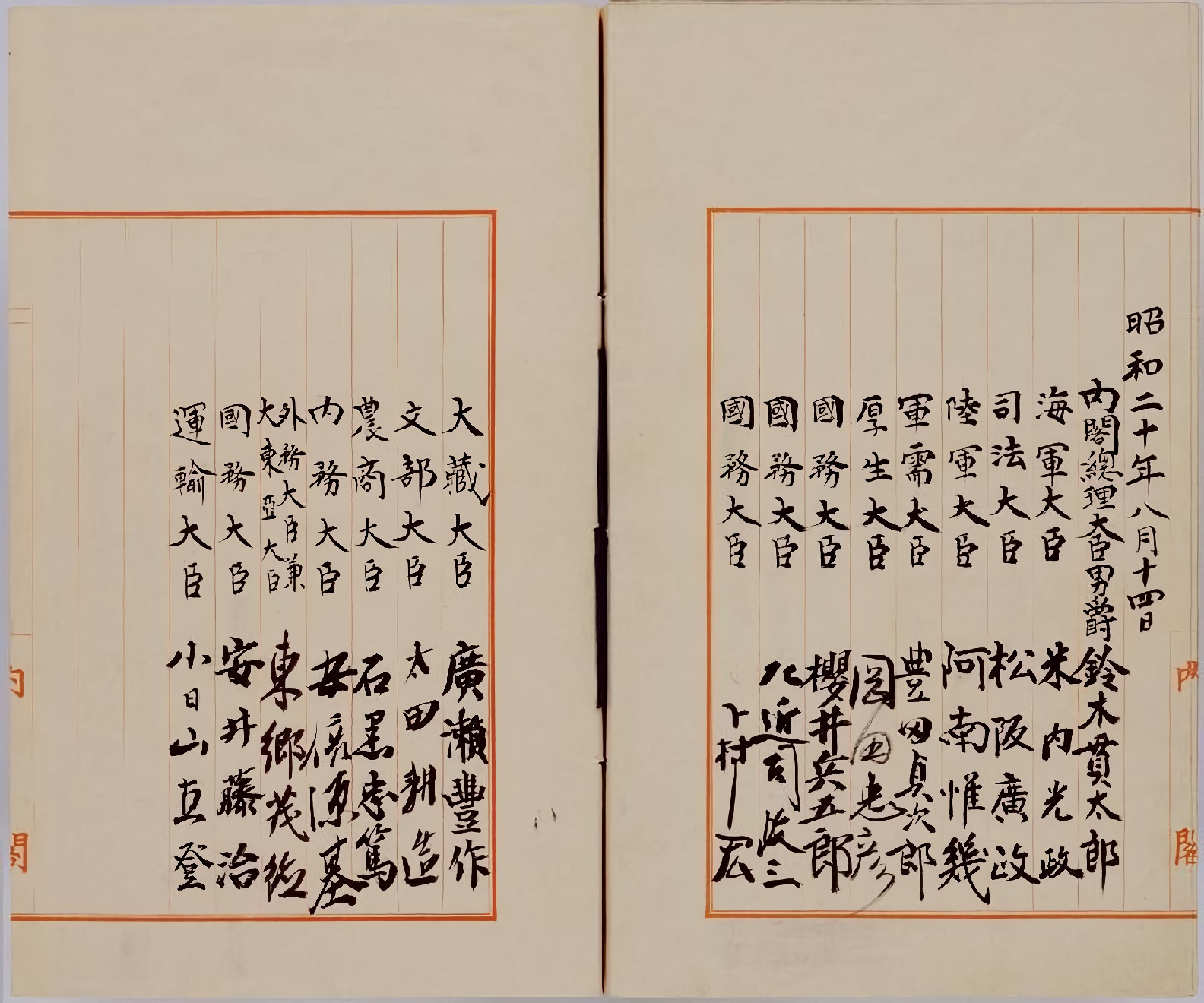
終戦の詔書の国務大臣署名欄

午後4時からの閣議では終戦の詔書の審議がおこなわれたが、「戦勢日ニ非ニシテ」という原案を、阿南は｢身命を投げ出して戦ってきた将兵が納得しない｣として「戦局必スシモ好転セズ」との穏やかな表現にして欲しいと主張したが、海軍大臣の米内が｢陸軍大臣はまだ負けてしまったわけではないと言われるが、ここまで来たら、負けたのと同じだ｣｢ありのままを国民に知らせた方がよいと思うので、私はまやかしの文を入れないで、原案のままがよいと思う｣と反論した。それでも阿南は、持ち前の歯切れはいいが粘りのある交渉術で、陸軍将兵の衝撃を少しでも緩和しようと孤軍奮闘し、｢まだ最後の勝負はついていないので、ここはやはり“戦局必スシモ好転セズ”の方が相応しいと思う｣と主張を譲らず、最後には米内の方が折れて、阿南の修正案に賛同した。阿部と米内の議論を聞いていた内務大臣の安倍は「わたしは阿南さんが、陸軍大臣として最後の務めを果たされた、というふうにうけとり、心に深く印象づけられた」と述べている。
閣僚たちが終戦の詔勅への署名の後、連日の議論で疲労困憊してしばしの休憩をとっていたとき、軍服を正した阿南が東郷にそばに寄ってきて、上半身を15°に折った最敬礼の体勢で「さきほど保障占領及び軍の武装解除について、連合国側に我が方の希望として申し入れる外務省案を拝見しましたが、あの処置はまことに感謝にたえません。ああいう取り扱いをしていただけるのなら、御前会議であれほど強く言う必要はありませんでした」と謝罪してきた。東郷は苦笑しながら「いや、希望として申し入れることは外務省として異存はありません」と答えると、阿南は「いろいろと本当にお世話になりました」とさらに丁重に腰を折って礼をしたので、東郷はあわてて「とにかく無事にすべては終わって、本当によかったと思います」と答えている。
阿南はその後総理大臣室を訪れ、在室した鈴木に「終戦についての議が起こりまして以来、自分は陸軍の意志を代表して、これまでいろいろと強硬な意見ばかりを申し上げましたが、総理に対してご迷惑をおかけしたことと想い、ここに謹んでお詫びを申し上げます。総理をお助するつもりが、かえって対立をきたして、閣僚としてはなはだ至りませんでした。自分の真意は一つ、国体を護持せんとするにあったのでありまして、あえて他意あるものではございません。この点はなにとぞご了解いただくよう」と謝罪した。
総理大臣室には内閣書記官長の迫水もいたが、迫水は阿南が本心では和平を願っていたことを理解しており、今日まで陸軍の暴発を抑えるため、心にもない強硬な意見を言い続けてきた阿南の心情を察して、居ても立ってもいられない気持ちとなり思わずもらい泣きをしている。黙って阿南の話を聞いていた鈴木は、阿南の肩に手をやって「阿南さん、あなたの気持ちはわたくしが一番よく知っているつもりです。たいへんでしたね。長い間本当にありがとうございました」「今上陛下はご歴代まれな祭事にご熱心なお方ですから、きっと神明のご加護があると存じます。だから私は日本の前途に対しては決して悲観はしておりません」と答え、阿南は「わたくしもそう信じております」と同意した。しばらく2人は沈黙のうちに見つめ合っていたが、阿南がこわきに抱えていた新聞紙の包みを取り出して「これは南方第一戦から届けられた葉巻です。私はたしなみませんので、総理に吸っていただきたく持参しました」と言って包みを鈴木の机の端に置くと、敬礼して静かに退出していった。鈴木は迫水に「阿南君は暇乞い（いとまごい）に来たんだね」とつぶやき、迫水は阿南のがっちりとした後ろ姿を見送って、何か熱いものが身体から流れ出していくような感覚におそわれたという。

### 自決

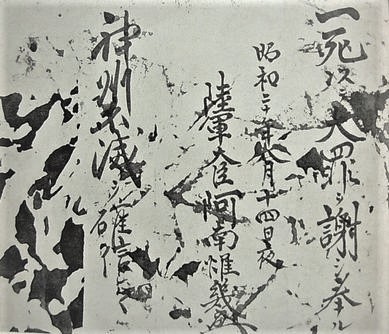
阿南の遺書、汚れのような部分は阿南の血

14日の夜11時すぎにようやく陸軍大臣官邸に戻ってきた阿南は、日中の閣議の前に秘書官の林三郎大佐に準備を指示していた半紙2枚を受け取った。半紙の準備を指示されていた林は阿南が自決を覚悟していることがわかっていたが、何も言わずに阿南に半紙を渡して陸軍大臣官邸を辞去した。
阿南の自決の意志は陸軍大臣官邸に帰宅する前から固まっていたが、その様子は普段と全く変わる様子はなく若松陸軍次官はその様子を「進退堂々、挙惜典雅、悠々迫らずいつも微笑をたたえた温顔を最期の日まで変わりなく保ち続けたことに驚きを禁じ得ない」と後に振り返っている。阿南は自分が全ての責任を負うので、自決は自分1人でいいとして、自決を申し出てきた陸軍の青年将校たちに「これから、大混乱の中を平静に終戦処理するのが中央幕僚の任務だ。外地からの復員も早急に実現しなければならぬ。君たちはこの二大事業を完遂してほしい」と言い聞かせて自決を思いとどまらせている。これは、平素からの阿南の「死ぬことだけでは義務を果たしたことにはならない、生きていられるだけ生きて戦力になれ」という信念によるものであった。
8月15日深夜1時に阿南の義弟であった竹下が陸軍大臣官邸を訪れた。竹下は全陸軍の方針に反してクーデター計画を決行した畑中と椎崎らから阿南の説得の依頼を受けていた。竹下が部屋の前に立って名乗ると、阿南は「なにしに来たか」と一旦は声を荒らげたが、すぐに「いや、よく来た」と竹下を迎え入れた。阿南は湯上がりと見えて、上半身裸で机で何かを書いている最中であった。竹下はその様子を見ると全てを察したが、自決を決意しているのにもかかわらず、阿南の表情は全く普段と変わらない温顔で疲労の色もなかったので「あにき、ちっとも変わらぬ」と感じて、宮城事件での興奮が冷めていった。竹下は「お止めはしません。時期としては今夜か明晩あたりと思っておりました」と語りかけると、阿南は「それならいい、かえっていいところにきてくれた」と答えて、今まで書いていた遺書を竹下に見せた。

見せられた遺書には、
と記されていた。「大罪を謝し奉る」とは、日中戦争から太平洋戦争に至る時代の指導者は陸軍軍人で、太平洋戦争責任の「大罪」は陸軍が負うべきと阿南は考えており、陸軍最後の責任者である自分の死をもって「謝し奉る」覚悟を記したものであった。
辞世の句には、
とあり、これは1938年（昭和13年）の第109師団長への転出にあたり、昭和天皇と2人きりで陪食した際に、その感激を詠ったものである。
その後、阿南と竹下はチーズを肴に水入らずの酒盛りを始めた。阿南は母親の他界以来大好きだった酒を断ってきたので、末期の酒に気持ちも高揚したようで、かつてないほど雄弁に1人で語り続けた。「もう暦の上では15日だが、14日は父の命日だから、この日に決めた。15日には玉音放送があり聴くのは忍びない」と遺書の日付を14日とした理由を話し、「いやあ、60歳の生涯、顧みて満足だった。惟茂（末子）はお父さんに叱られて可哀想だが、この前帰ったとき、風呂にいれて洗ってやったので、よくわかったろう。皆と同じように可愛がっていることを伝えてくれ」「綾子（夫人）には、お前の心境に対して信頼し、感謝して死んでいくといってくれ」と家族思いの阿南らしく家族に対する遺言も託した。この会話の中で意図不明の「米内を斬れ」という発言もしている。
会話の最中に銃声らしい物音が聞こえ、阿南も聞き耳をたてていたので、今まで宮城事件について黙っていた竹下はようやく畑中らがクーデターで決起したことを打ち明けた。竹下はクーデターの話をすることで阿南の自決前の心境を乱しはしないかと心配したが、阿南はただ一言「東部軍はたたぬだろう」と言っただけであった。その後、決起した青年将校は近衛師団長森赳中将を殺害し、その知らせが阿南と竹下の元に届いた。やがて、森の殺害の現場にいた井田が陸軍大臣官邸を訪れてことの顛末を報告したが、既に詳細を把握していた阿南はとくに処置を命ずることもなく「そうか。森師団長を斬ったのか、お詫びの意味をこめて私は死ぬよ」と短くもらしただけであった。井田は咄嗟に阿南と殉死したいと思って「わたくしも、あとからお供いたします」と申し出たところ、阿南は目もくらむ激しさで井田の頬を殴り「何をバカなことをいうかっ」「おれ1人、死ねばいいのだ。いいか、死んではならんぞ」と温和な阿南には珍しく大喝している。
そのあと、井田も加わって3人で酒を酌み交わした。その酒席で阿南は若い2人に「君たちは死んではならぬ、苦しいだろうが生き残って、日本の再建に努力してくれたまえ」と何回も言って聞かせている。夜明け間近になって阿南は侍従武官時代に昭和天皇から拝領した白いシャツを身につけた。阿南はそのシャツについて「これは陛下から拝領したもので、お上が肌につけておられたものだ。これを着て自分は逝こうと思う。武人としてこの上ない名誉だよ」と2人に説明している。その上から一旦勲章を全部付けた軍服を羽織ったが、思い直して軍服は脱いで、床の間に置きその上に1943年に戦死した惟晟（次男）の遺影を置いて「惟晟と一緒に逝くんだ」と語った。そこに宮城事件の報告のため秘書官の林が訪れたが、阿南は竹下と井田と一緒に林も一旦下がらせると、ひとり縁側で割腹した。竹下はそのとき、宮城事件の報告に来訪した憲兵司令官大城戸三治中将と面談していたが、真っ先に自決現場に駆け付けた林から阿南自決の事実を知らされると、すぐに阿南の元に戻った。既に阿南は割腹しており、左手で頸動脈を探っている状況であった。竹下が介錯を申し出たが、阿南は「無用、あっちに行け」と竹下を遠ざけた。その後、竹下は陸軍次官の若松からかかってきた電話に応対してから、阿南の様子を見に戻ったが、既に阿南は意識不明の様子で、弱い呼吸音だけが聞こえる状況であったので、竹下は阿南の手から短刀をとると、右頸部を深く切り込んで介錯した。その頃、井田は官邸の庭の土の上に正座し、阿南がいる縁側の方を仰ぎ見ながら泣いていた。
阿南は15日正午のラジオでの玉音放送を聴取することもなく、ポツダム宣言の最終的な受諾返電の直前の自決（自害）となった。「阿南陸相は、5時半、自刃、7時10分、絶命」と記録されている。検視した衛生課長出月三郎大佐の鑑定においては「下腹部臍下一寸の所に左から右に引いた創があった」とし、割腹から絶命までに時間がかかったのは頸動脈が切れていなかったからとされており、頸部を深く切って介錯したとする竹下の証言とは食い違っている。15日の夜、近くの陸軍省の建物で、機密書類を焼く煙が一日中たちこめるなか、阿南の遺体は市ヶ谷台の海軍重砲西側で荼毘に付された。

### 死後

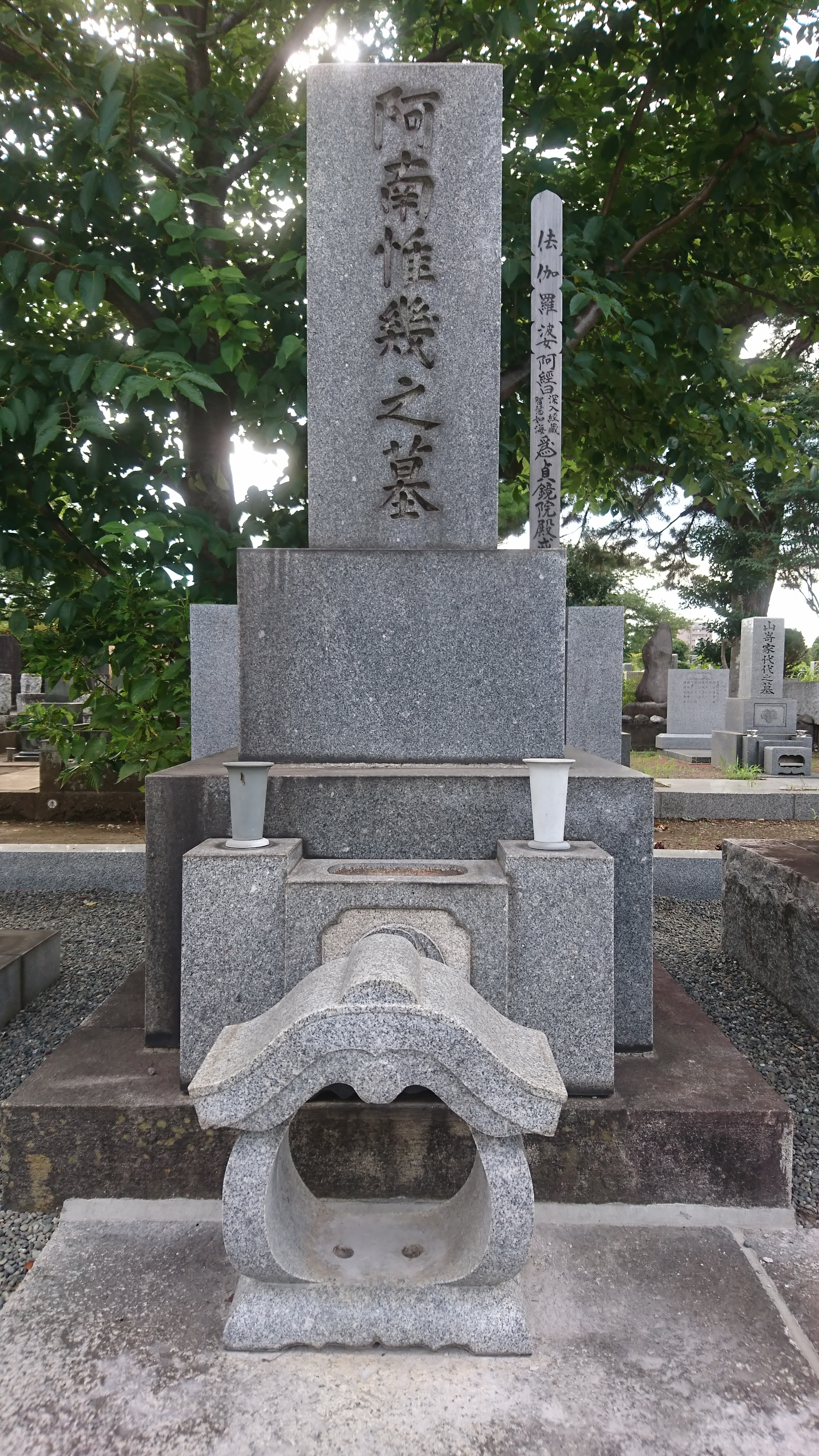
多磨霊園に在所する阿南惟幾の墓

8月15日の玉音放送後、終戦に伴う臨時閣議が開催されたが、まず鈴木から「阿南陸軍大臣は、今暁午前5時に自決されました。反対論を吐露しつつ最後の場面までついて来て、立派に終戦の詔勅に副署してのち、自刃して逝かれた。このことは立派な態度であったと思います」「実に武人の最期らしく、淡々たるものであります……謹んで、弔意を表する次第であります」との報告があり、阿南の遺書と辞世の句も披露した。閣僚たちは、1つだけ空いた陸軍大臣の席を見ながら、予想していたこととはいえ大きな衝撃を受けている。
8月15日、侍従武官経験者死去の例に即して、天皇・皇后・皇太后より祭資並びに幣帛が下賜された。翌8月16日午前6時からは、陸軍省将校集会所で阿南の陸軍葬が営まれた。続いて同日午前7時より一般職員その他の告別式が行われた。
阿南の自決は終戦を具体的、強烈な形で全陸軍に告示することとなった。参謀本部河辺虎四郎参謀次長は「我が大陸軍70余年の盛衰は阿南大将の自決を以て終止符と為すべきか」と当時の日記に書き、陸軍省の軍事課長でクーデター計画の首謀者の1人でもあった荒尾は「全軍の信頼を集めている阿南将軍の切腹こそ全軍に最も強いショックを与え、鮮烈なるポツダム宣言受諾の意思表示であった。換言すれば大臣の自刃は天皇の命令を最も忠実に伝える日本的方式であった」と振り返っている。阿南の自決の結果、徹底抗戦や戦争継続の主張は止んでいって、終戦の現実を受け入れる劇的な効果を上げた。宮中事件の首謀者の一人であった井田も「当時、畑中のみならず、全陸軍の心の中に諦め切れぬ何かが残っていた。その残滓を断ち切るためには、陸相の自刃が最大の切り札であった」「阿南大将には、自分が死ねば全陸軍が承伏するという確信があった」と阿南が自分の死を以って、陸軍の妄動を抑え込もうとしたと推測している。戦記作家の児島襄は、戦陣訓で日本陸軍軍人に求められる徳目として「軍紀」「必勝の信念」「敬神」「孝道」「敬礼挙惜」「責任」「清廉潔白」などが挙げられているが、阿南はその全てを体得した日本陸軍軍人の“理想像”であった、その清清たる阿南が、汚濁の道を歩んだ日本陸軍の葬儀人をつとめる形となったことは意義深かったと述べている。
阿南が最後まで身を挺して護ろうとした昭和天皇は、阿南が自決したという知らせを蓮沼蕃侍従武官長から聞かされると「あなんはあなんとしての考え方もあったに違いない。気の毒なことをした……」と蓮沼にもらしている。侍従長の藤田尚徳によれば、阿南は昭和天皇が信頼する数少ない陸軍軍人で、阿南の率直豪快な性格を好んでおり、その死を悼んでいたという。東郷は「そうか、腹を切ったか。阿南というのは本当にいい男だったな」と涙ながら語り、鈴木は「真に国を思ふ誠忠の人でした」と評した。戦後になって、鈴木没後に夫人の孝子は「鈴木が大任を果たし得たのは、全く阿南さんがおられたからこそでした」と振り返っている。
阿南と閣議において対立した米内は「我々は立派な男を失ってしまった」と語った一方で、「私は阿南という人を最後までよくわからなかった」と人格的な違いを浮き彫りにする感想を残している。阿南の方も、米内とは気質は水と油のように合わないと自覚していたようで、義弟の竹下は「率直に言って阿南は米内がきらいだった」と回想している。しかし、阿南の自決直後、米内は誰よりも早く阿南の弔問に訪れている。阿南も意見の相違こそあれ、米内を立派な武人として敬意を持っており、米内が1945年6月頃に辞意をもらしたときに、その翻意を願い、最も強く働きかけたのは阿南であった。
阿南と陸大同期生で、東條との確執で予備役となって故郷山形県で隠遁生活を送っていた石原は、ご聖断による終戦を知人から聞かされると、まずは阿南の身を案じて「阿南の気持ちは俺がよく知っている。きっと阿南は死ぬだろう。すぐに使いを出すが、果たして間に合うか……」とその知人に話している。東条内閣が倒れて、次の総理大臣となった小磯から陸軍大臣についての意見を求められた石原は「阿南のほかに人無し」と推薦したこともあった。
阿南の後任の陸軍航空本部長となった寺本熊市中将も、終戦後に「天皇陛下と多くの戦死者にお詫びし割腹自決す」と遺書を残して自決しており、陸軍中央で特攻を指揮した責任者は阿南と寺本と二代に渡って自決をしている。
日本の内閣制度発足後、現職閣僚の自殺（自決）はこれが初めてで、その後も2007年（平成19年）5月28日に第1次安倍内閣における松岡利勝農林水産大臣（当時）まで例はなかった。

## 家族
- 長男・阿南惟敬（1921年生まれ、元防衛大学校教授）
- 次男・阿南惟晟（1923年生まれ、陸軍少尉、1943年〈昭和18年〉戦死）
- 長女・秋富喜美子（1926年生まれ[204]、秋富公正の妻[205][206]）
- 三男・阿南惟正（1933年生まれ、元新日本製鐵副社長、靖国神社氏子総代）
- 次女・大國聡子（1936年生まれ[207]、大國昌彦・元王子製紙社長の妻）
- 四男・野間惟道（1937年生まれ、野間家へ養子、元講談社社長）
- 五男・阿南惟茂（1941年生まれ、元駐中国大使）

愛人などを囲って妻以外の女性関係を武勇伝のように誇った当時の軍人社会のなかでも、阿南は浮名を残すことには全く興味を示さず、妻・綾子との夫婦関係を大事にし、夫婦仲は大変良く、軍内では「一穴居士」というあだ名がつけられたほどであった。参謀本部第一部演習班在籍時の泊まりがけの出張の際に、旅先で部下らが羽目を外したいと阿南を誘ってきて、部下が娼婦もしている旅館の女中を集め、阿南にも性病予防具を配ったが、阿南は突き返すこともなく「ありがとう」とポケットにしまった。翌日「一穴居士」のあだ名を知る部下の1人が、興味本位で阿南の相手をした女中に話しを聞くと、女中は「お茶を召し上がってお話しただけですぐにお帰りになりましたが、お金だけはちゃんといただきました」と答えたという。課長の柳川平助大佐は潔癖主義でこのような話しをするだけで叱責されたが、自分が羽目を外すことは決してしないかわりに、人に「やめろ」と説教じみたことをいわずに場をしらけさせることなく、また水商売の女性に恥もかかせず、営業妨害もしないといった阿南のスマートな対応に部下たちは「なるほど阿南さんらしい」と感心している。
夫婦は5男2女をもうけたが、子煩悩も軍内では有名であった。子供とよく遊び、休みにはピクニック、デパートでの買い物、映画、外食に連れて行き、冬にはスキー、夏には海水浴の指導もしていた。また、勉強しろということもなく、自分も子供の傍で寝転びながらキングや少年倶楽部を読んだりしているので、子供たちは仕事の方は大丈夫なのだろうか?と心配するほどであったという。
父親と同じ軍人の道を選んだ次男の惟晟が常徳殲滅作戦で戦死したと知らされたときには、前線においても、惟晟の写真を掲げ、その前にまんじゅうをそなえて冥福を祈り、遺品の軍刀を受け取ると、阿南は今までの太身の佩刀から、惟晟の遺品の細身の刀に代えて、常に我が子を傍に置くようにしている。そして自決の際には、脱いだ軍服のうえに惟晟の写真を置き、その写真を抱くように軍服の両袖を前に揃えて「惟晟と一緒に逝くんだ」と語ったという。
陸軍でも家庭でも、大声をあげることも、他人を叱ることもほとんどなく、綾子は自分の父親を想いかえして、こんな静かな軍人もいるのかと奇妙に感じるほどであったといい、たまにする夫婦喧嘩でも先に折れるのは常に阿南の方であった。そんな阿南が綾子の目の前で唯一声を荒らげて怒ったのが、阿南の母親が運転手に非礼な言葉を言われたときだけであった。阿南の母親は1943年3月に他界したが、阿南は敬愛していた母親の他界を機に断酒し、それまでは好んできた酒を殆ど口にすることはなくなった。阿南の人間性を熟知していた綾子は「私は、主人に陸軍大臣の職は重すぎたと今でも思っております」と手記で述べている。
長女の喜美子は東京大空襲2日後の5月27日に結婚している。披露宴は帝国ホテルを予約していたが、空襲により営業を休止していたので、急遽九段下の軍人会館で行われた。空襲で電気も水道も停止していたので、花嫁の化粧の水は井戸から汲んできて、照明は集めたローソクで代用するといった有様であった。空襲直後の式典は一部から非難をあびたが、子供思いの阿南は父親としての責務を果たそうと、自ら会場や神主などの手配をして式を断行している。最後には喜美子に「今度会うときには、戦争に勝っているよ」と嫁ぐ娘に心配させないようにと話しかけたが、阿南は「我が子の結婚式に出るのはこれが最初で最後」と覚悟しており、実際にその通りとなった。
阿南が自決したのち、綾子も後を追いたいと願ったが、末子はまだ幼くその願いも叶わなかった。終戦直後、夫の杉山元大将と一緒に自決した杉山夫人を綾子が弔問したときに、夫人の霊位を前にして「誠にお羨しゅうございます。私には幼い子もいますので主人の伴も叶いません…」と語りかけているのを、一緒に弔問した額田坦中将の妻女が聞き涙している。戦後は他の高級軍人の遺族と同様に、国の支援は全くなかったので経済的に困窮し、やむなく一家は三鷹市下連雀にあった阿南の居宅を4つに間仕切りして賃貸しその賃料を生活費に充てて、自分らは阿南の本籍地である大分県竹田市に引っ越して1951年まで暮らした。綾子は子供を育て上げたのちに出家、長野県聖光寺で夫・息子を始め戦没者の菩提を弔い続け1983年（昭和58年）に没した。

## 終戦時の阿南の立場をめぐる議論
終戦前の阿南の真意をめぐっては、阿南自身が何も書き残していないため、諸説あり意見が分かれている。

### 腹芸説
内閣書記官長であった迫水は、阿南は終戦を望む天皇の真意を汲み、暗黙裏に鈴木貫太郎首相と協力して終戦計画を遂行したと述べている。この説では、降伏に反発する軍の暴発を阻止するため、自身は強硬な言動をとって抗戦派を装っていたとする。そうした阿南の表裏は、鈴木が一番よく承知していたと迫水は推測している。阿南が当初から降伏を認めていれば、抗戦派に辞職を強要され、軍部大臣現役武官制により新任の大臣を出さないことで鈴木内閣の総辞職が必至で、この時点での降伏は実現しなかったとみられる。また阿南が本心から抗戦派であったなら、自ら辞職して鈴木内閣を葬ることは簡単であったはずである。これは腹芸説と呼ばれている。海軍大臣秘書官として阿南と接する機会も多かった岡本功中佐は「海軍と比べてまるきり所帯の違う大武装軍団を、ピタリと一つにまとめて終戦へと持っていくのは想像以上に大変なこと」「こういうときには、芝居での原田甲斐のような人が出てきて悪役を演じなくては事態は収まらない」「阿南さんは終戦がやむを得ないことをよく承知しながら、徹底抗戦を主張し、クーデターに賛成するかのような素振りを示し、時に煮え切らず、時に首相の方針に強く楯突いて、双方に対してわざと悪者になって見せたのではないか」「そうして、本土決戦を唱える陸軍の面目を立て、最後は落ち着くべきところに落ち着かせて、自分は自刃されたのだと思う」と腹芸説に賛同している。
終戦直前の陸軍青年将校によるクーデター計画の指揮官的な立場にあったのは陸軍省軍事課長の荒尾であったが、荒尾は他の首謀者たちから見ると「同志というよりは、むしろ我々の意見を（阿南）大臣に伝えるパイプ役という期待をかけていた」という位置づけであった。荒尾は阿南の陸軍人事局長時代からの部下で信頼されていたが、同時に血気盛んな青年将校たちからの人望も厚く、青年将校の暴発を防ぐためにうってつけの人物であった。阿南は、頭ごなしに青年将校を押さえつければ、阿南を殺害するか、「陸軍大臣語るに足らず」と離反すると考えて、あくまでも表面上は徹底抗戦を主張しながら、個人的にはクーデターには消極的であった荒尾を連絡役としてうまく使って、青年将校の暴発を防いでいたという推測もある。信頼する荒尾が首謀者のなかにいたので、阿南は聖断が下って「承詔必謹」を命じるまでは、「僕の身体を君等にやる」とか「西郷隆盛の心境は分かる。よく考えてみよう」とか、あたかもクーデターに同調するかのような態度を見せていた。阿南の同期で親しかった沢田は、荒尾ともポーランド武官時代以来親交があったので、終戦後何年も経ってからクーデターの真相について荒尾に尋ねたが、それまでは何でも語ってきた荒尾が、クーデターについてのことだけは一切語らなかった。沢田はこのことによって、阿南と荒尾の間に何らかの密約があって、その密約というのが、荒尾が阿南の腹芸に手を貸していたことと推測し、律儀な荒尾は阿南との約束を守って秘密にしていると察して、腹芸説に賛同している。迫水も阿南と荒尾の間に密約があったものと確信しており、荒尾の一周忌の席で故人に対して「私は今日の日本があるのは、阿南大将とあなたの相互信頼関係が、一つの要素であったと思っております」と語りかけている。
腹芸説を示唆する阿南自身の言動としては、1945年7月下旬、阿南は陸軍省次級副官兼大本営参謀小林四男治中佐と剣道の土用稽古をしたが、双方、汗びっしょりとなったので一緒に風呂に入ったとき、2人きりの風呂場で阿南はさりげなく「もう、条件がよければ講和の手を打たなきゃいかんなぁ、得るものは何もないかも知れんけど…条件しだいだね」と小林に話しかけてきた。この頃、阿南は米内や東郷と本土決戦について激論を戦わせている時期であり、初めて阿南の口から講和という言葉を聞いた小林は驚いたが、のちに、（阿南）大臣は昭和天皇のご信任厚いだけに、大局的に事態を見たうえで、講和を念頭において動いていたが、本土決戦の準備を進める陸軍内でひとり苦労を重ねていたのではと振り返っている。

### 一撃講和説
閣議における発言そのままに抗戦し、本土決戦で連合軍に一撃を与え、国体の護持など有利な条件を認めさせたうえで講和を結ぼうとした説である。軍事評論家伊藤正徳によれば、阿南は太平洋戦争に勝利できるとは考えていなかったが、1度でいいから日露戦争における遼陽会戦や奉天会戦のような、大軍同士の衝突による「会戦」を戦って、勝利した後に和平を講じたいという陸軍の総意には逆らえず、阿南自身も「会戦」に持ち込めば5分5分での勝利を夢想していたのではないかと推察している。本土決戦となれば、連合軍の南九州上陸作戦であるオリンピック作戦でようやく念願の「会戦」を戦うことができ、そこが連合軍に痛撃を与える最後の機会と阿南が考えていたと推察している。終戦時の陸軍人事局長で、阿南が人事局長時に部下として働き指導を受けた額田坦も著書に「阿南大将のお考えは、何処かで敵を叩き落し、これを講和の端緒とするにあり」「米軍の九州来寇（奇しくも時期、兵力も想定通りで、兵力も日本軍精強兵団と全く同数であった）に際し、水際撃滅の敢闘に続く軍民一体となって行うゲリラ戦によって必ず米軍に一泡吹かせることができる。これこそ講和の好機であるとのご意図ではなかったか」と阿南の考えを推測して記述している。
一方で、終戦時の陸軍次官の若松は、阿南が「たとえ本土決戦に支障があっても構わぬ。敵に一大打撃を与えるため、陸軍航空の主力をこの際沖縄に投入すべきと思うが、君はどうも思うか」と意見を求められたことや、沖縄戦が終わり、連合軍機動部隊が日本近海に接近してきた頃に、航空総軍の高級参謀を招致して「本土決戦は考えなくてよい、陸軍航空の主力を以て、敵艦隊を攻撃することはできぬか」と作戦干渉的なことをしているのを目撃したことで、阿南はなるべく日本本土に戦火が及ばないような状況で、敵に一大打撃を加えて講和に持ち込もうとしていたと推測している。しかし、敵に一大打撃を与える機会を与えられないまま、ポツダム宣言受諾の聖断が下ったため、国体護持の確信が持てなかった阿南は、このまま無条件降伏するのは信念上で耐えられず、最後まで昭和天皇に御翻意を嘆願したが、終戦の聖断が下ると「承詔必謹」で、一死をもって日本陸軍の有終の美を為さしめたと振り返っている。

### 徹底抗戦説
自決の前に「米内を斬れ。」と口走っていることなどから、実際は最後まで抗戦派であったのではないかと、その発言の真意をめぐる議論がある。阿南の本心はあくまでも陸軍の名誉挽回のための一戦を交えるというもので、まずは自らの自刃で陸軍将兵の士気を鼓舞してから、その後、決起した陸軍将兵が和平派の米内を殺害し、海軍の決起の障害を取り除けという意味であったとの推測する意見や、作家の半藤一利は、絶対主義天皇制を信じる阿南は、本土決戦の混乱による共産主義革命を恐れ、早期に降伏し、天皇機関説に則って機関としてだけでも天皇制を残そうと画策していた米内を不忠であると思っており、このような発言に至ったと推測しているが、この言葉を阿南から直接聞いたと証言した竹下によれば、阿南は終戦に関して米内と散々議論してきた直後でもあり、母親の死後絶っていた酒を久々に口にして酔っていたことや、自決前の気持ちの高ぶりもあって、この言葉には深い意味はなく、つい興奮のあまりに口走ってしまった感じだったという。その証拠として、この発言のあとに米内に関する話を続けることはなく、すぐに他の話題に移ったことをあげている。阿南の秘書官であった松谷誠中佐も竹下と同じく「意味のない言葉だったんでしょう」と証言しているが、その根拠としては、「日頃から阿南さんは、深く考えてものをいう人ではなかった。自分の言葉の影響も余り考えず、瞬間的に頭にひらめいたことをすぐに口に出す人でした。それだけに、無邪気な、気のいい人だったと思います。」と阿南の普段の人柄を挙げている。
またそのほかに、竹下とともに、阿南の自決に立ち会った井田による、阿南が求めていたのはただ国体護持のみであり、その目的のためあらゆる可能性を残しておくべく、抗戦派・終戦派のいずれにも解釈できる態度を取っていたいう見解や、秘書官林のように、阿南自身、戦争を早期に終結させるべきか、本土決戦を目指して抗戦を続けるべきか迷っていたという見解もある。

## 年譜

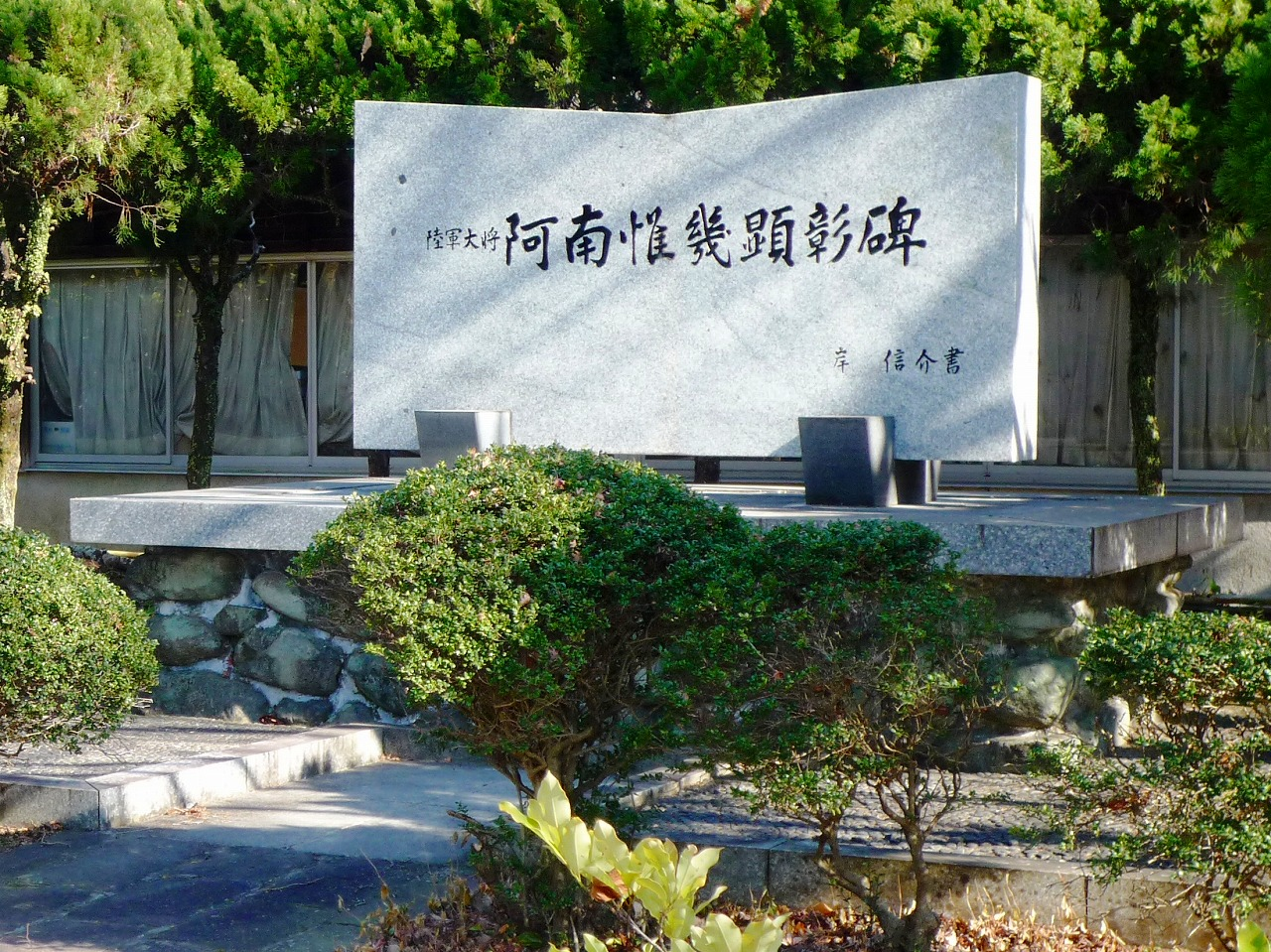
大分県広瀬神社 (竹田市)に建立された「阿南惟幾顕彰碑」碑文は岸信介の書、2015年には胸像も建立されている

- 1900年（明治33年）9月 - 広島陸軍地方幼年学校入校。
- 1905年（明治38年）11月 - 陸軍士官学校卒業（18期）。
- 1906年（明治39年）6月 - 陸軍歩兵少尉に任官。歩兵第1連隊附。
- 1908年（明治41年）12月 - 陸軍歩兵中尉に昇進。
- 1910年（明治43年）11月 - 陸軍中央幼年学校生徒監。
- 1916年（大正5年）11月 - 陸軍歩兵大尉に昇進。
- 1918年（大正7年）11月 - 陸軍大学校卒業（30期）。
- 1919年（大正8年）
  - 4月 - 参謀本部附勤務。
  - 12月 - 参謀本部員。
- 1922年（大正11年）2月 - 陸軍歩兵少佐に昇進。
- 1923年（大正12年）8月 - サガレン州派遣軍参謀。
- 1925年（大正14年）8月 - 陸軍歩兵中佐に昇進。
- 1926年（大正15年）4月 - 参謀本部第一部演習班班長
- 1927年（昭和2年）
  - 8月 - フランス出張。
  - 12月 - 歩兵第45連隊附。
- 1928年（昭和3年）8月10日 - 留守歩兵第45連隊長。
- 1929年（昭和4年）8月1日 - 侍従武官。
- 1930年（昭和5年）8月1日 - 陸軍歩兵大佐に昇進。
- 1933年（昭和8年）8月1日 - 近衛歩兵第2連隊長。
- 1934年（昭和9年）8月1日 - 東京陸軍幼年学校長。
- 1935年（昭和10年）3月15日 - 陸軍少将に昇進。
- 1936年（昭和11年）8月1日 - 陸軍省兵務局長。
- 1937年（昭和12年）3月1日 - 陸軍省人事局長。
- 1938年（昭和13年）
  - 3月1日 - 陸軍中将に昇進。
  - 11月9日 - 第109師団長。
- 1939年（昭和14年）
  - 9月12日 - 参謀本部附。
  - 10月14日 - 陸軍次官。
- 1941年（昭和16年）4月10日 - 第11軍司令官。
- 1942年（昭和17年）7月1日 - 第2方面軍司令官。
- 1943年（昭和18年）5月1日 - 陸軍大将に昇進。
- 1944年（昭和19年）12月26日 - 航空総監兼軍事参議官。
- 1945年（昭和20年）4月7日 - 陸軍大臣（～8月14日）。

## 栄典
位階
- 1938年（昭和13年）4月1日 - 従四位
- 1941年（昭和16年）5月1日 - 正四位
- 1943年（昭和18年）5月15日 - 従三位
- 1945年（昭和20年）5月15日 - 正三位

勲章
- 勲一等旭日大綬章：1940年（昭和15年）4月29日
- 勲一位柱国章：1941年（昭和16年）12月9日[230]
- 建国神廟創建記念章：同上

## 阿南を演じた俳優
- 早川雪洲「日本敗れず」（1954年 新東宝）　劇中での役名は「川浪大将」
- 三船敏郎「日本のいちばん長い日」（1967年 東宝）
- 山本麟一「あゝ決戦航空隊」（1974年 東映）
- 小林桂樹「歴史の涙」（1980年 TBS）
- 二谷英明「一死、大罪を謝す」（1981年 CX）
- 近藤宏「大日本帝国」（1982年 東映）
- 相馬剛三「山河燃ゆ」（1984年 NHK大河ドラマ）
- 芦田伸介「そして戦争が終った」（1985年　TBS終戦40年記念ドラマ）
- 高橋幸治「ヒロシマ 原爆投下までの4か月」（1996年　NHK総合）
- 浜田晃「聖断」（2005年 テレビ東京）
- 六平直政「太陽」（2005年 ロシア）
- 柴俊夫「日輪の遺産」（2011年 角川映画）
- 役所広司「日本のいちばん長い日」（2015年 松竹映画）